# Castrop-Rauxel
Castrop-Rauxel [ˈkas·tʀɔp ˈʀaʊ̯k·sl̩] ist eine große kreisangehörige Stadt im Kreis Recklinghausen im Regierungsbezirk Münster in Nordrhein-Westfalen. Die Ruhrgebietsstadt wird im Regionalverband Ruhr (RVR) durch den Kreis Recklinghausen vertreten und ist Teil der Metropolregion Rhein-Ruhr. In der Landesplanung Nordrhein-Westfalens ist Castrop-Rauxel als Mittelzentrum eingestuft.
Castrop-Rauxel war im 19. und 20. Jahrhundert stark durch den Bergbau geprägt. Im Zuge der Industrialisierung entstanden die Zechen Erin, Graf Schwerin, Ickern und Victor. Die Schließung der Zeche Erin im Jahr 1983 bedeutete das Ende des Bergbaus in Castrop-Rauxel. An diese Tradition erinnern Industriedenkmale wie der Förderturm der Zeche Erin und ihr Hammerkopfturm; das frühere Motto Industriestadt im Grünen wurde entsprechend in Europastadt im Grünen geändert.

## Geographie

### Räumliche Lage
Castrop-Rauxel liegt im Emscherland, dem nördlichen Teil des Ruhrgebiets, und gehört als Stadt im Kreis Recklinghausen zur Metropolregion Rhein-Ruhr. Rhein-Herne-Kanal und Emscher verlaufen durch die nördlichen Stadtteile Pöppinghausen, Habinghorst, Henrichenburg und Ickern, wobei das traditionell vestische Henrichenburg durch die hier südlich des Kanals verlaufende Emscher vom sich südlich anschließenden Habinghorst getrennt wird.

### Stadtgebiet

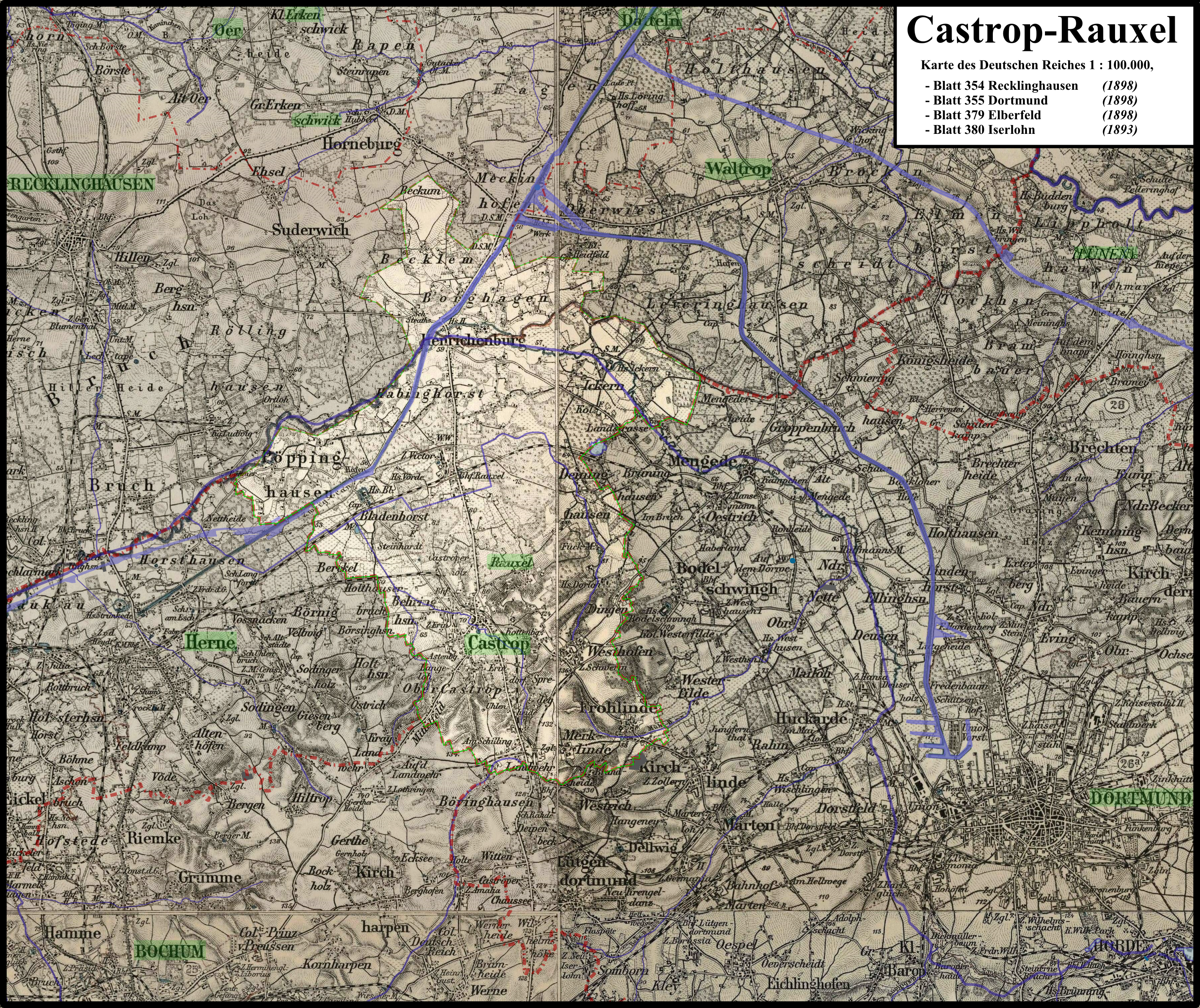
Karte des Deutschen Reiches (Maßstab 1:100.000) des heutigen Castrop-Rauxeler Gebietes Ende des 19. Jahrhunderts; Henrichenburg kam erst 1975 hinzu

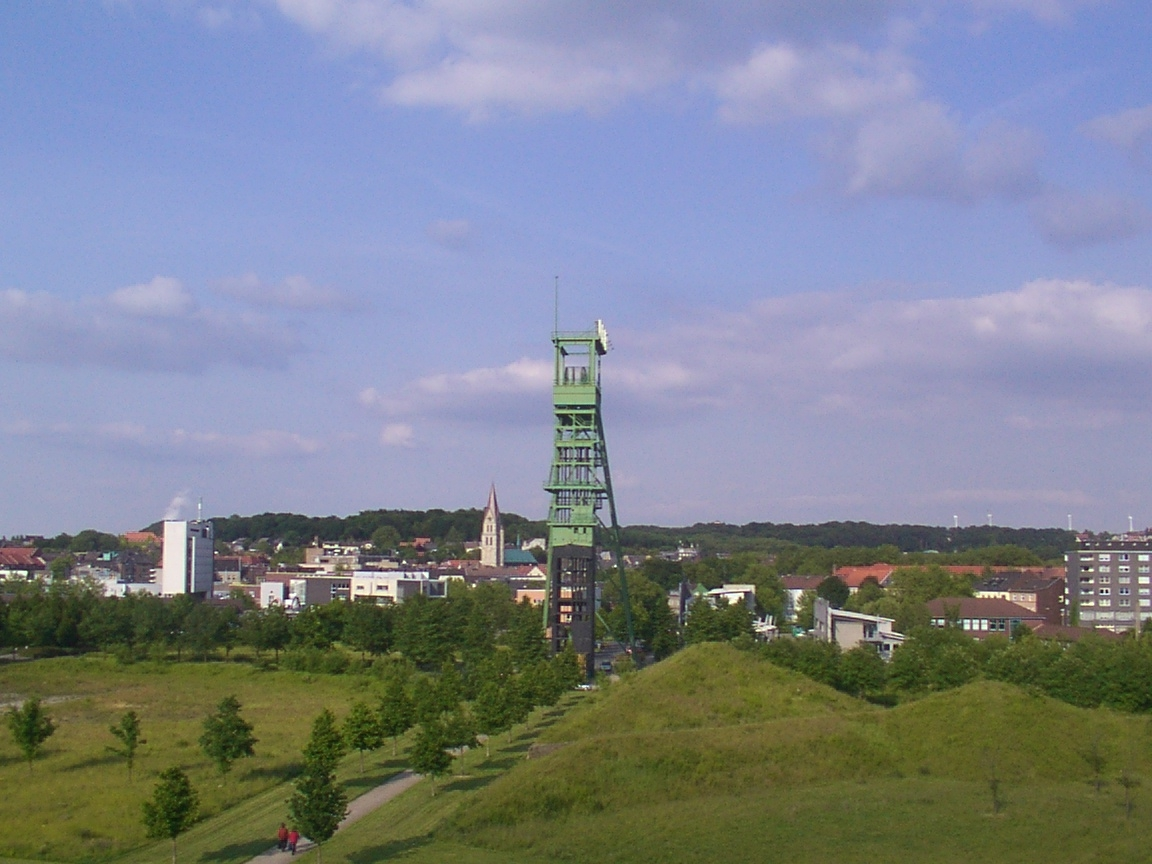
Altstadt Castrop mit dem Förderturm der Zeche Erin

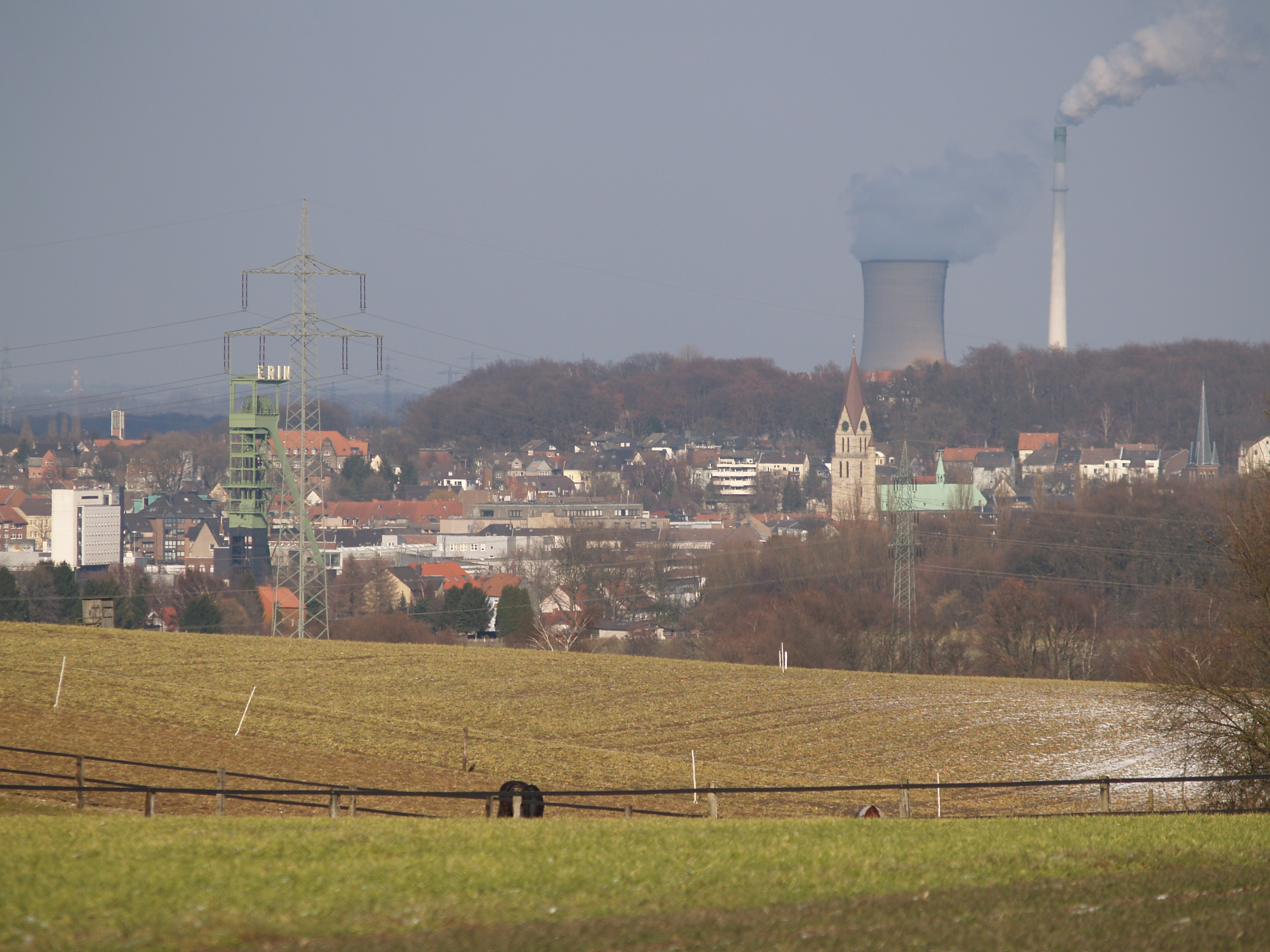
Der Stadtkern von Castrop, von Südwesten aus gesehen

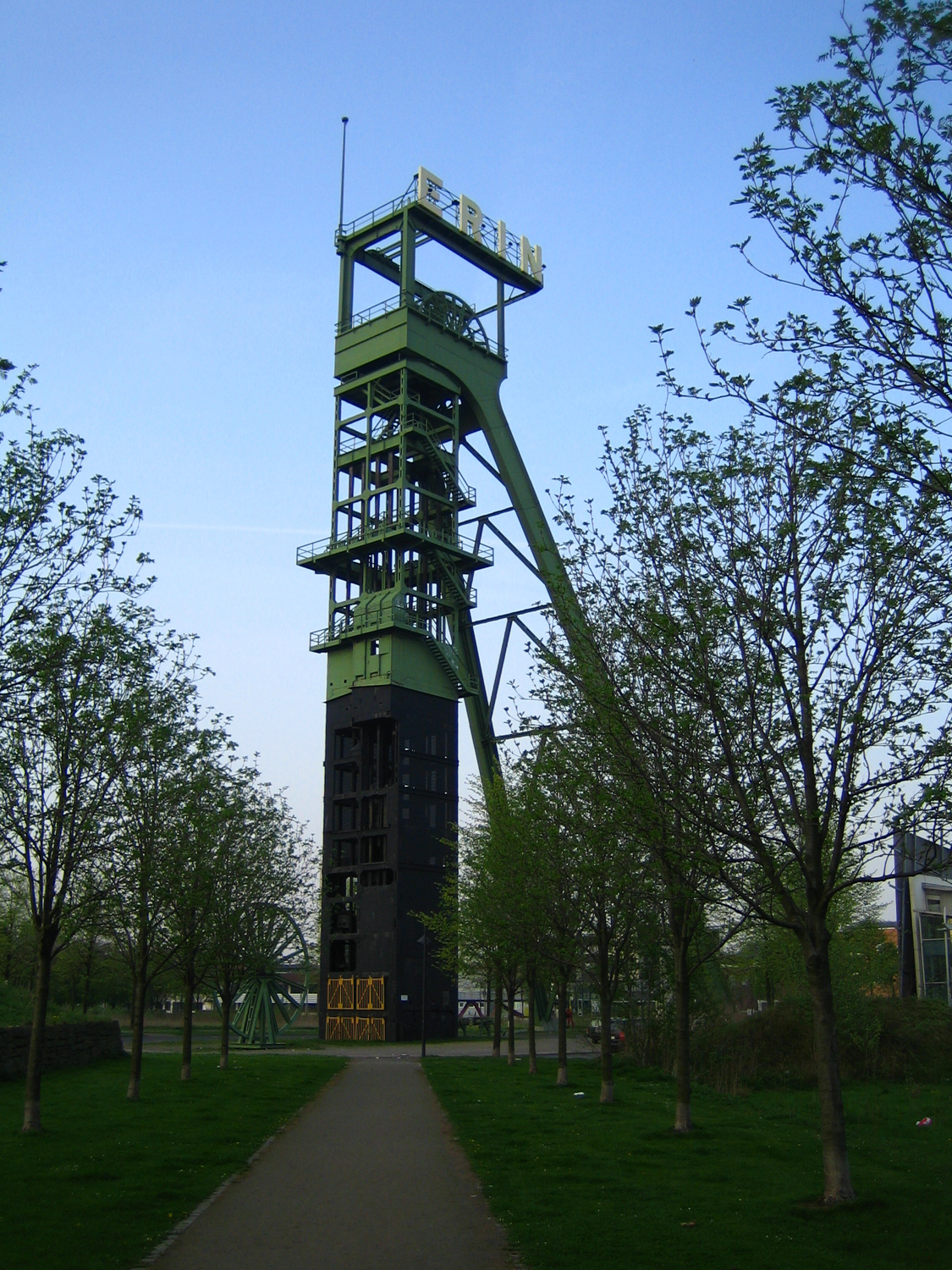
Erinturm im Erinpark

Das Stadtgebiet von Castrop-Rauxel hat eine Fläche von insgesamt 51,66 km². Die Ausdehnung in Nord-Süd-Richtung beträgt 11,8 km und die West-Ost-Ausdehnung 9,3 km. Den höchsten Punkt der Stadt markiert die Halde Schwerin mit 147 m über NN, den niedrigsten die Pöppinghauser Straße neben Haus Nr. 264 mit 50,2 m über NN. Die mittlere Höhenlage beträgt 98,6 m über NN.
Die Stadt gliedert sich in 15 Stadtteile, von Nord nach Süd und innerhalb einer Zeile von West(südwest) nach Ost(nordost) sind das:
- Henrichenburg (mit Becklem im äußersten Norden)
- Pöppinghausen, Habinghorst, Ickern
- Bladenhorst, Rauxel, Deininghausen
- Behringhausen, Castrop, Dingen
- Obercastrop, Schwerin
- Bövinghausen, Merklinde, Frohlinde

Abgesehen vom jüngeren Stadtteil Schwerin, der den Süden der Gemarkungen Castrops und Rauxels einnimmt, entsprechen die heutigen Stadtteile exakt den seit 1975 unveränderten Gemarkungen.

#### Flächennutzung
Die Gesamtfläche des Stadtgebietes gliedert sich in verschiedene Nutzungsarten (Stand 31. Dezember 2010):
| Flächen                    | in m²      | in %    |
| -------------------------- | ---------- | ------- |
| Gebäude- und Freifläche    | 16.384.832 | 31,7 %  |
| Betriebsfläche             | 1.497.843  | 2,9 %   |
| Erholungsfläche            | 2.835.924  | 5,5 %   |
| Verkehrsfläche             | 6.191.789  | 12,0 %  |
| Landwirtschaftliche Fläche | 14.116.843 | 27,3 %  |
| Waldflächen                | 7.938.248  | 15,4 %  |
| Wasserfläche               | 1.941.522  | 3,8 %   |
| Flächen anderer Nutzung    | 758.372    | 1,5 %   |
| Gesamtfläche               | 51.665.373 | 100,0 % |

#### Einwohnerzahlen
Die Stadtteile bilden in der Regel gleichzeitig einen statistischen Bezirk; bei Henrichenburg (Trennlinie ist die B 235), Ickern (A 2, weiter südöstlich die Emscher) und Rauxel (A 42) sind es je zwei. Folgende Einwohnerzahlen entfallen auf die statistischen Bezirke (Stand: 31. Dezember 2012):
| \| Statistischer Bezirk \| Ein- wohner 2012-12-31 \| Fläche km²[5] \| EW /km² \| \| -------------------- \| ---------------------- \| ------------- \| ------- \| \| Behringhausen \| 01.810 \| 1,723 \| 1150 \| \| Bladenhorst \| 01.172 \| 4,489 \| 0261 \| \| Bövinghausen \| 02.274 \| 1,000 \| 2274 \| \| Castrop \| 08.416 \| 2,788 \| 3019 \| \| Deininghausen \| 01.897 \| 2,919 \| 0650 \| \| Dingen \| 00.921 \| 1,811 \| 0509 \| \| Frohlinde \| 03.426 \| 2,583 \| 1326 \| \| Habinghorst \| 08.934 \| 4,197 \| 2129 \| \| Henrichenburg Ost \| 03.902 \| 3,052 \| 1279 \| \| Henrichenburg West \| 01.561 \| 4,323 \| 0361 \| \| Ickern Nord \| 03.798 \| 2,784 \| 1364 \| \| Ickern Süd \| 11.863 \| 4,475 \| 2651 \| \| Merklinde \| 01.063 \| 1,664 \| 0639 \| \| Obercastrop \| 06.212 \| 2,557 \| 2429 \| \| Pöppinghausen \| 00.793 \| 3,529 \| 0225 \| \| Rauxel Nord \| 04.504 \| 1,766 \| 2550 \| \| Rauxel Süd \| 06.304 \| 3,252 \| 1938 \| \| Schwerin \| 06.471 \| 2,583 \| 2505 \| \| Stadt Castrop-Rauxel \| 075.321 \| 51,495 \| 1463 \| |                        |            |         |
| Statistischer Bezirk | Ein- wohner 2012-12-31 | Fläche km² | EW /km² |
| Behringhausen | 01.810                 | 1,723      | 1150    |
| Bladenhorst | 01.172                 | 4,489      | 0261    |
| Bövinghausen | 02.274                 | 1,000      | 2274    |
| Castrop | 08.416                 | 2,788      | 3019    |
| Deininghausen | 01.897                 | 2,919      | 0650    |
| Dingen | 00.921                 | 1,811      | 0509    |
| Frohlinde | 03.426                 | 2,583      | 1326    |
| Habinghorst | 08.934                 | 4,197      | 2129    |
| Henrichenburg Ost | 03.902                 | 3,052      | 1279    |
| Henrichenburg West | 01.561                 | 4,323      | 0361    |
| Ickern Nord | 03.798                 | 2,784      | 1364    |
| Ickern Süd | 11.863                 | 4,475      | 2651    |
| Merklinde | 01.063                 | 1,664      | 0639    |
| Obercastrop | 06.212                 | 2,557      | 2429    |
| Pöppinghausen | 00.793                 | 3,529      | 0225    |
| Rauxel Nord | 04.504                 | 1,766      | 2550    |
| Rauxel Süd | 06.304                 | 3,252      | 1938    |
| Schwerin | 06.471                 | 2,583      | 2505    |
| Stadt Castrop-Rauxel | 075.321                | 51,495     | 1463    |

Die Einwohnerdichten sind Zahlen über gesamte statistische Bezirke; ginge z. B. Henrichenburg Ost nach Norden nur bis zur Autobahn A 2, also ohne das fast unbesiedelte Borghagen, betrüge die Einwohnerdichte um 6.000 Einwohner pro Quadratkilometer.

### Nachbargemeinden und Nachbarstädte
Folgende Städte grenzen an die Stadt Castrop-Rauxel – im Uhrzeigersinn, beginnend im Norden: Recklinghausen, Datteln, Waltrop (alle Kreis Recklinghausen), Dortmund, Bochum und Herne.

### Naturschutzgebiete
- Beerenbruch
- Habinghorst
- Langeloh
- Pöppinghauser Wald
- Schlaan
- Tongrube Lessmöllmann
- Wagenbruchquellen

## Geschichte

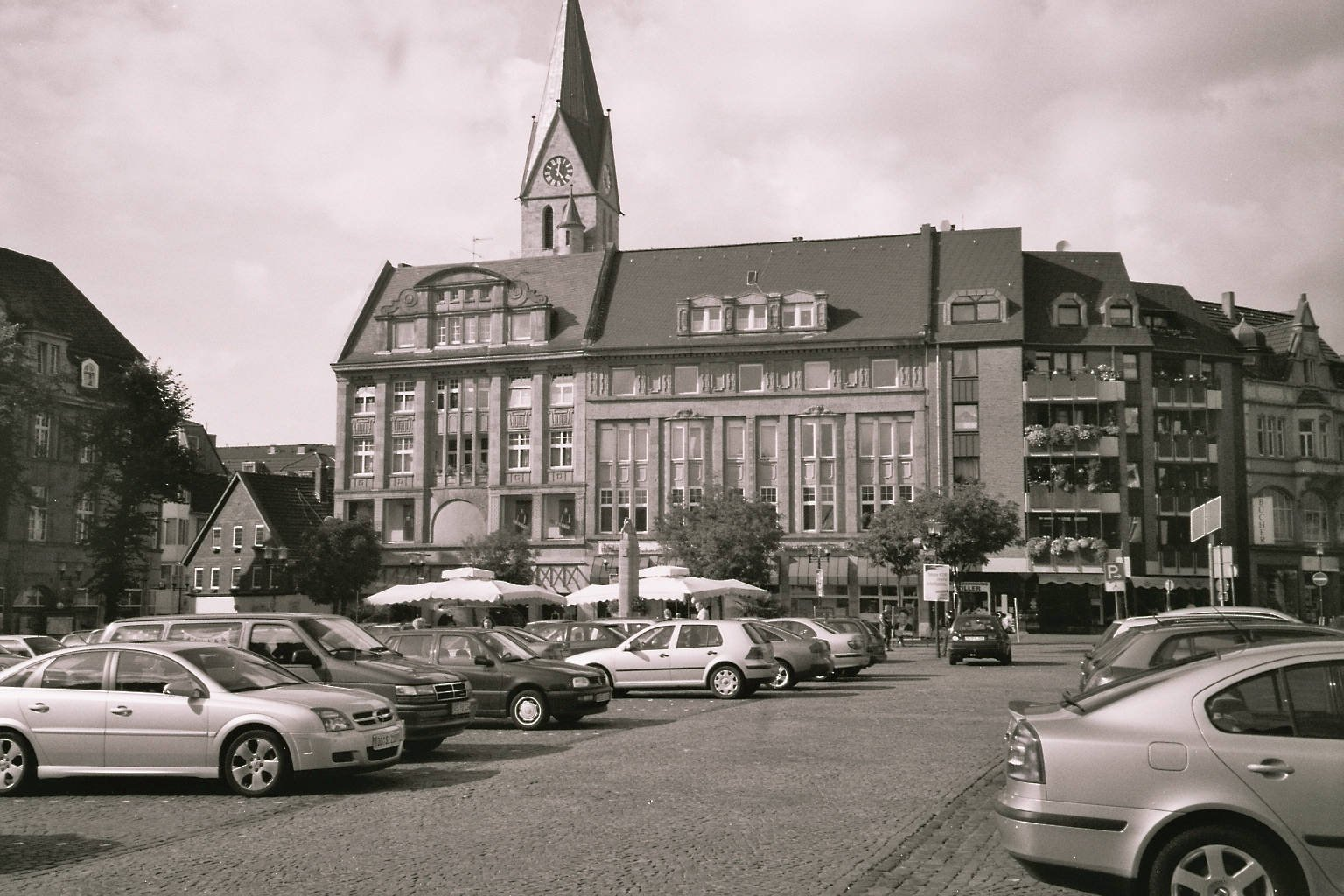
Der Marktplatz von Castrop-Rauxel

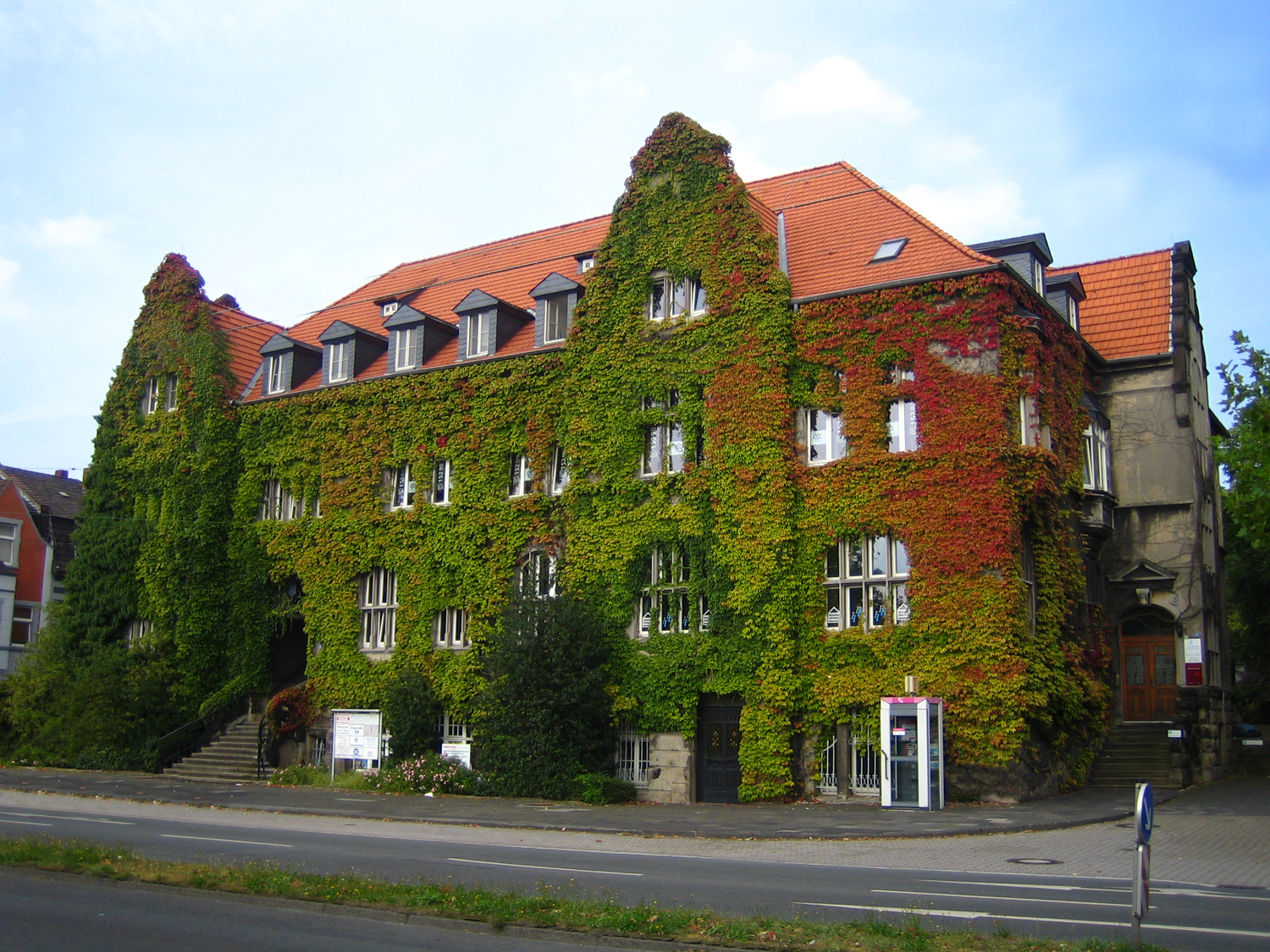
Altes Castrop-Rauxeler Rathaus

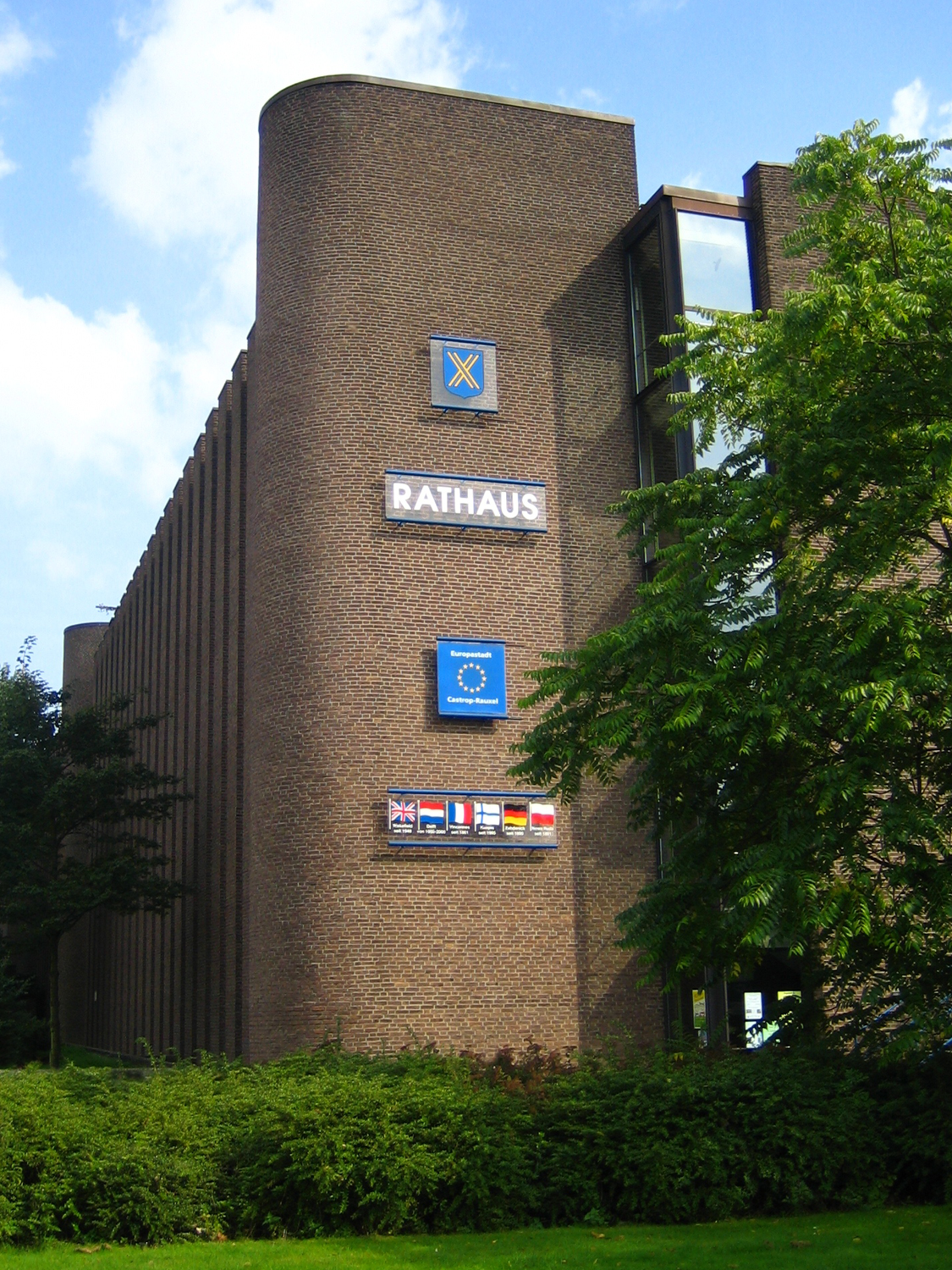
Teil des Castrop-Rauxeler Rathauses

Auf dem Gelände der späteren Zeche Erin in Castrop befand sich eine germanische Siedlung, die vom Ende des 1. bis zum 5. Jahrhundert nach Christus enge wirtschaftliche Beziehungen zum Römischen Reich hatte.

### Mittelalter und Frühe Neuzeit
Karl der Große legte im Sachsenkrieg entlang der Straßen Verpflegungslager und Reichshöfe an und nutzte die Römerstraße bei seinem Marsch in Richtung Norden. Die Reichshöfe entwickelten sich zu Ortschaften, in diesem Fall wurde aus Castorp (Dorf am Speicher) Castrop.
834 wurde die Villa Castrop erstmals urkundlich erwähnt. Castrop gehörte zur Grafschaft Mark, die ab 1417 ein Teil des Herzogtums Kleve war. Im Jahre 1484 stellte Herzog Johann II. von Cleve den Bürgern von Castrop einen Freiheitsbrief aus: die Anerkennung ihres Ortes als Minderstadt (auch „Freiheit“ genannt).
Mit der Grafschaft Mark gelangte Castrop 1609 an den Markgrafen von Brandenburg.

### 19. Jahrhundert
1830 wurde in Castrop eine Poststation eröffnet. 1847 erhielt Castrop durch die Fertigstellung der Köln-Mindener Eisenbahn mit einem Bahnhof in Castrop Anschluss an das Eisenbahnnetz. 1867 nahm das erste Steinkohlenbergwerk auf dem Gebiet der heutigen Stadt Castrop-Rauxel die Förderung auf: die Zeche Erin.

### 20. Jahrhundert
1902 entstand aus der Titularstadt Castrop und zwei weiteren Gemeinden die Stadt Castrop. Am 1. April 1926 wurde die Stadt Castrop-Rauxel aus Teilen der Stadt Castrop und des Amtes Rauxel gebildet. Sie gehörte zunächst zum Landkreis Dortmund, bevor sie am 1. April 1928 kreisfrei wurde.
Während des Luftkriegs war Castrop-Rauxel fünfmal Ziel größerer alliierter Luftangriffe auf das Ruhrgebiet und 30 Mal das Ziel kleinerer Angriffe, bei denen insgesamt 398 Menschen ums Leben kamen und 721 Häuser völlig zerstört wurden. Zum ersten Mal wurde Castrop-Rauxel am 4. Juni 1940 von Bomben getroffen. Hauptsächlich die großen Industriegebiete wie die Zechen und Chemiewerke wurden schwer getroffen, konnten allerdings meist bereits nach kurzer Zeit den Betrieb wieder aufnehmen. Es fielen jedoch auch zahlreiche Bomben auf Wohngebiete. Der erste Großangriff war am 13. Juni 1943, als 403 Bomber 832,4 Tonnen Bomben über der Stadt abwarfen. Weitere Großangriffe erfolgten am 24. Mai 1944 und am 11. September 1944. Am 7. März 1945 war Castrop-Rauxel wieder Ziel schwerer amerikanischer Luftangriffe. So wurden die Rütgerswerke und die Gesellschaft für Teerverwertung schwer getroffen. Am 13. März erfolgte ein weiterer schwerer Angriff auf die Zeche Erin, die nach dem Angriff für ein paar Tage die Förderung einstellen musste. Nur zwei Tage darauf, am 15. März, wurden die Rütgerswerke erneut Ziel amerikanischer Luftangriffe. Insgesamt wurde Castrop-Rauxel zu 24 % zerstört, was im Vergleich zu anderen Ruhrgebietsstädten ein vergleichsweise geringer Zerstörungsgrad war.
Am 1. April 1945 trafen sich der Castroper Oberbürgermeister Anton und die höchsten Beamten und Angestellten und diskutierten den Führerbefehl, bei Anrücken des Feindes alle Brücken, Versorgungsleitungen und Produktionsbetriebe zu zerstören. Es wurde einstimmig beschlossen, diesen Befehl zu ignorieren. Der Ortskommandant der Deutschen Streitkräfte verkündete vor dem Oberbürgermeister um 17 Uhr: „Castrop ist nun Kampfgebiet!“ Am 2. April erreichten die Amerikaner Castrop-Rauxel im Norden, wobei Pöppinghausen als erster Stadtteil in amerikanische Hände fiel. Die Deutschen hatten sich bereits hinter den Kanal zurückgezogen und die Kanalbrücke Bladenhorst, die Schemhofbrücke an der Wartburgstraße sowie die Brücke an der Hebewerkstraße und sämtliche Emscherbrücken gesprengt. Nachdem sich der Kreisleiter Nieper abgesetzt hatte, wurde auch der Volkssturm am 4. April entwaffnet und aufgelöst.
Erstmals waren die Amerikaner wieder auf schweren Widerstand gestoßen, denn für den relativ kleinen Frontabschnitt war Castrop gut besetzt und wurde schwer verteidigt. Bereits Ende 1944 wurde in Castrop begonnen, Panzersperren, Ein-Mann-Schützenlöcher sowie auf Betonsockeln installierte Flak vom Kaliber 8,8 cm und 2 cm zu befestigen. Auf deutscher Seite standen das 2. und das 23. Regiment der 2. Fallschirmjäger-Division sowie ein Bataillon der Heerespolizei mit Sturmgeschützen den gut ausgerüsteten amerikanischen Truppen des 289. Regiments der 26. US-Infanterie-Division gegenüber. Nach Kampfberichten der 26. US-Infanterie-Division war der Widerstand in Castrop-Rauxel zäher als im Ardennenbogen und im Kessel von Colmar. Am 8. April nahmen amerikanische Truppen endgültig die Altstadt sowie Beringhausen ein. Der letzte verbissene Widerstand fand am 9. April im Bereich Merklinde statt. Diese Verteidiger zogen sich allerdings in Richtung Merklinde zurück.
Im Juli 1950 führte der Europarat in je einer Stadt der drei vormaligen westlichen Besatzungszonen (Castrop-Rauxel in der britischen, Breisach in der französischen und Bremen in der amerikanischen) eine Volksbefragung zur Frage durch, ob es einen „Zusammenschluß aller europäischen Völker zu einem europäischen Bundesstaat“ geben solle. In Castrop-Rauxel stimmten 96 % der Befragten am 16. Juli zu, bei einer Beteiligung von 73 % der Stimmberechtigten. In Erinnerung daran verlieh der Kommunalpolitische Ausschuss des Europarates am 19. September 1962 der Stadt den Titel „Europastadt“.

### Eingemeindungen
Am 1. April 1902 entstand aus der Titularstadt Castrop und den Gemeinden Behringhausen und Obercastrop die Stadt Castrop. Am 1. April 1926 wurde die Stadt Castrop mit den Gemeinden Rauxel, Bövinghausen bei Castrop, Frohlinde, Merklinde, Habinghorst (bis dahin Amt Rauxel), Bladenhorst, Pöppinghausen (bis dahin Amt Bladenhorst), Teilen Deininghausens, Dingen und Ickern (bis dahin Amt Mengede) zur neuen Stadt Castrop-Rauxel zusammengelegt. Am 1. April 1928 wurde auch der Rest von Deininghausen in die neue Stadt eingemeindet.
Am 1. Januar 1975 erfolgte im Zuge der Kommunalen Neugliederung die Eingliederung der Gemeinde Henrichenburg (bis dahin Amt Waltrop) in die Stadt Castrop-Rauxel. Gleichzeitig wurde diese eine kreisangehörige Stadt im Kreis Recklinghausen und wechselte vom Regierungsbezirk Arnsberg zum Regierungsbezirk Münster.

### Einwohnerentwicklung
Bis Anfang des 19. Jahrhunderts hatte Castrop nur wenige hundert Einwohner. Die Bevölkerungszahl wuchs nur langsam und ging durch die zahlreichen Kriege, Seuchen und Hungersnöte immer wieder zurück. So forderten der Dreißigjährige Krieg (1618–1648) und eine Pestepidemie 1636 zahlreiche Todesopfer. Erst mit dem Beginn der Industrialisierung wuchs die Bevölkerung sehr schnell. Lebten 1818 erst 646 Menschen in dem Ort, waren es 1900 bereits 9.400. Einen Zuwachs von 5.000 Personen brachte 1902 die Eingemeindung von Behringhausen und Obercastrop. Am 1. April 1926 entstand durch den Zusammenschluss der Stadt Castrop mit zehn Landgemeinden die neue Stadt Castrop-Rauxel mit 53.399 Einwohnern.
Nach dem Ende des Zweiten Weltkrieges führte der Zuzug von Flüchtlingen und Vertriebenen aus den deutschen Ostgebieten zu einem starken Anwachsen der Einwohnerzahl. Ihr Anteil an der Gesamtbevölkerung der Stadt lag 1962 mit rund 22.000 Personen bei etwa einem Viertel. Im gleichen Jahr erreichte die Bevölkerungszahl mit 88.923 ihren historischen Höchststand. Am 30. Juni 2005 betrug die amtliche Einwohnerzahl für Castrop-Rauxel nach Fortschreibung des Landesamtes für Datenverarbeitung und Statistik Nordrhein-Westfalen 77.780 (nur Hauptwohnsitze und nach Abgleich mit den anderen Landesämtern). Das waren rund 13 Prozent (11.143 Personen) weniger als 1962.
Die folgende Übersicht zeigt die Einwohnerzahlen von Castrop (bis 1925) und Castrop-Rauxel (ab 1926) nach dem jeweiligen Gebietsstand. Dabei handelt es sich um Volkszählungsergebnisse (¹) oder amtliche Fortschreibungen des Statistischen Landesamtes. Die Angaben beziehen sich ab 1871 auf die „Ortsanwesende Bevölkerung“, ab 1925 auf die Wohnbevölkerung und seit 1987 auf die „Bevölkerung am Ort der Hauptwohnung“. Vor 1871 wurde die Einwohnerzahl nach uneinheitlichen Erhebungsverfahren ermittelt.
| Jahr  | Einwohner |
| ----- | --------- |
| 1699  | 00.320    |
| 1798  | 00.546    |
| 1818  | 00.646    |
| 1849¹ | 01.190    |
| 1871¹ | 02.105    |
| 1885¹ | 03.724    |
| 1890¹ | 04.988    |
| 1900¹ | 09.400    |
| 1905¹ | 16.422    |
| 1910¹ | 18.516    |
| 1916¹ | 17.358    |
| 1917¹ | 18.485    |
| 1919¹ | 18.961    |
| 1925¹ | 18.480    |
| 1933¹ | 58.372    |
| 1939¹ | 56.610    |
| 1945  | 54.653    |
| 1946¹ | 58.292    |
| 1950¹ | 69.960    |
| 1956¹ | 83.376    |

| Jahr  | Einwohner |
| ----- | --------- |
| 1961¹ | 87.910    |
| 1965  | 87.909    |
| 1970¹ | 84.146    |
| 1974  | 79.346    |
| 1975  | 82.373    |
| 1980  | 78.877    |
| 1985  | 76.430    |
| 1987¹ | 77.081    |
| 1990  | 79.037    |
| 1995  | 79.160    |
| 2000  | 78.608    |
| 2005  | 77.619    |
| 2010  | 75.408    |
| 2011¹ | 74.628    |
| 2015  | 74.220    |
| 2016  | 74.004    |
| 2017  | 73.989    |
| 2020  | 0073.126  |
| 2022  | 73.795    |

¹ Volkszählungsergebnis

### Konfessionsstatistik
Zum 31. Dezember 2000 hatten 35 % der Einwohner die evangelische Konfession, 41 % die römisch-katholische und 24 % gehörten anderen Konfessionen oder Glaubensgemeinschaften an oder waren konfessionslos. Der Anteil der Protestanten und Katholiken an der Gesamtbevölkerung ist seitdem gesunken. Zum 31. Dezember 2024 waren 25 % der Einwohner evangelisch, 29 %  römisch-katholisch und 46 % gehörten anderen Konfessionen oder Glaubensgemeinschaften an oder waren konfessionslos.

### Straßennamen
Im Laufe der Jahre wurden Straßen und Plätze umbenannt. In Castrop-Rauxel wurden während der Weimarer Zeit Namen entfernt, die an das Kaiserreich erinnerten. Nach dem Krieg entschloss sich die Stadt, alle nationalsozialistischen und soldatischen Begriffe zu verbannen.
Berliner PlatzBahnhofstraße (Teilstück), Berliner Platz (1987)
KirchstraßeKönigstraße, Kirchstraße (1926?)
Lange StraßeKronprinzenstraße, Castroper Straße (1923), Adolf-Hitler-Straße (1933), Lange Straße (1945)
Ruprecht-StraßeOttostraße, Ruprecht-Straße (1926)
VinckeplatzKaiserplatz, Vinckeplatz (1926?)
WartburgstraßeKaiserstraße, Wartburgstraße (?)

## Politik

### Stadtrat

#### Ergebnisse der Kommunalwahlen 2020 in Castrop-Rauxel
Die Sitze im Stadtrat verteilen sich nach dem Ergebnis der Kommunalwahl 2020 folgendermaßen auf die einzelnen Parteien:
| Partei | Stimmen | % (2020) | % (2014) | +/-     | Sitze (2020) | Sitze (2014) | +/- |
| --- | ------- | -------- | -------- | ------- | ------------ | ------------ | --- |
| SPD | 10.256  | 38,9 %   | 40,1 %   | - 1,2 % | 20           | 20           | ± 0 |
| CDU | 7.059   | 26,8 %   | 30,6 %   | - 3,8 % | 14           | 15           | - 1 |
| Bündnis 90/Die Grünen | 3.988   | 15,1 %   | 8,0 %    | + 7,1 % | 8            | 4            | + 4 |
| UBP | 1.146   | 4,3 %    | 4,1 %    | + 0,2 % | 2            | 2            | ± 0 |
| FWI | 1.132   | 4,3 %    | 7,5 %    | - 3,2 % | 2            | 4            | - 2 |
| Die LINKE | 1.021   | 3,9 %    | 5,3 %    | - 1,4 % | 2            | 3            | - 1 |
| FDP | 1.014   | 3,8 %    | 4,4 %    | - 0,6 % | 2            | 2            | ± 0 |
| Die PARTEI | 775     | 2,9 %    | 0,0 %    | + 2,9 % | 2            | 0            | + 2 |
| Gültige Stimmen | 26.391  |          |          |         |              |              |     |
| Ungültige Stimmen | 486     |          |          |         |              |              |     |
| Stimmen Insgesamt | 26.877  |          |          |         | 52           | 50           | + 2 |
| Wahlberechtigte Insgesamt | 60.039  | 44,8 %   | 42,3 %   | + 2,5 % |              |              |     |
| Ratswahl 13.09.2020 Castrop-RauxelWahlbeteiligung von 44,8 % 403020100 38,9 %26,8 %15,1 %4,3 %4,3 %3,9 %3,8 %2,9 % SPDCDUGrüneUBPdFWIeLinkeFDPPARTEIGewinne und Verlusteim Vergleich zu 2014 %p 8 6 4 2 0 −2 −4−1,2 %p−3,8 %p+7,1 %p+0,2 %p−3,2 %p−1,4 %p−0,6 %p+2,9 %pSPDCDUGrüneUBPFWILinkeFDPPARTEIAnmerkungen:d Unabhängige-Bürger-Parteie Bürger für Bürgerinteressen |         |          |          |         |              |              |     |
| Sitzverteilung Ratswahl 13.09.2020 Castrop-RauxelInsgesamt 52 Sitze - Linke: 2 - SPD: 20 - PARTEI: 2 - Grüne: 8 - CDU: 14 - FDP: 2 - Sonst.: 4 Sonstige: (4 Sitze) > „UBP“ = 2 Sitze > „FWI“ = 2 Sitze |         |          |          |         |              |              |     |

| Partei | Kandidat*                 | Stimmen | % (2020) |
| --- | ------------------------- | ------- | -------- |
| SPD | Kravanja, Rajko           | 13.101  | 49,3 %   |
| CDU | Lind, Dr. Oliver          | 6.674   | 25,1 %   |
| | Fiedler, Manfred          | 4.422   | 16,6 %   |
| | Rommel, Mario             | 1.213   | 4,6 %    |
| FDP | Bettinger, Nils           | 1.160   | 4,4 %    |
| Gültige Stimmen | Gültige Stimmen           | 26.570  |          |
| Ungültige Stimmen | Ungültige Stimmen         | 359     |          |
| Stimmen Insgesamt | Stimmen Insgesamt         | 26.929  |          |
| Wahlberechtigte Insgesamt | Wahlberechtigte Insgesamt | 60.039  | 44,9 %   |
| Bürgermeisterwahl* 13.09.2020 Castrop-RauxelWahlbeteiligung von 44,9 % 50403020100 49,3 %25,1 %16,6 %4,6 %4,4 % SPDaCDUbSonst.cSonst.dFDPeAnmerkungen:a Kravanja, Rajkob Lind, Dr. Oliverc Fiedler, Manfredd Rommel, Marioe Bettinger, Nils |                           |         |          |

| Partei | Kandidat*                 | Stimmen | % (2020) |
| --- | ------------------------- | ------- | -------- |
| SPD | Kravanja, Rajko           | 11.640  | 66,7 %   |
| CDU | Lind, Dr. Oliver          | 5.823   | 33,3 %   |
| Gültige Stimmen | Gültige Stimmen           | 17.463  |          |
| Ungültige Stimmen | Ungültige Stimmen         | 210     |          |
| Stimmen Insgesamt | Stimmen Insgesamt         | 17.673  |          |
| Wahlberechtigte Insgesamt | Wahlberechtigte Insgesamt | 60.007  | 29,5 %   |
| Bürgermeisterstichwahl* 27.09.2020 Castrop-RauxelWahlbeteiligung von 29,5 % 706050403020100 66,7 %33,3 % SPDaCDUbAnmerkungen:a Kravanja, Rajkob Lind, Dr. Oliver |                           |         |          |

#### Stadtoberhäupter
Oberbürgermeister
- 1926–1933: Georg Mende, Zentrum (Bürgermeister, ab 1928 Oberbürgermeister)
- 1933–1945: Richard Anton, NSDAP
- 1945–1946: Arnold Boerboom
- 1946–1948: Hubert Krehe, CDU
- 1948–1971: Wilhelm Kauermann, SPD
- 1971–1975: Hugo Paulikat, SPD

Bürgermeister
- 1975–1989: Hugo Paulikat, SPD
- 1989–1999: Hans Ettrich, SPD
- 1999–2004: Nils Kruse, CDU
- 2004–2015: Johannes Beisenherz, SPD
- seit 2015: Rajko Kravanja, SPD

Bei der Stichwahl des Bürgermeisters am 27. September 2020 gewann der Amtsinhaber Herr Kravanja (SPD) mit 66,66 % bei einer Wahlbeteiligung von 29,45 %.

### Wappen

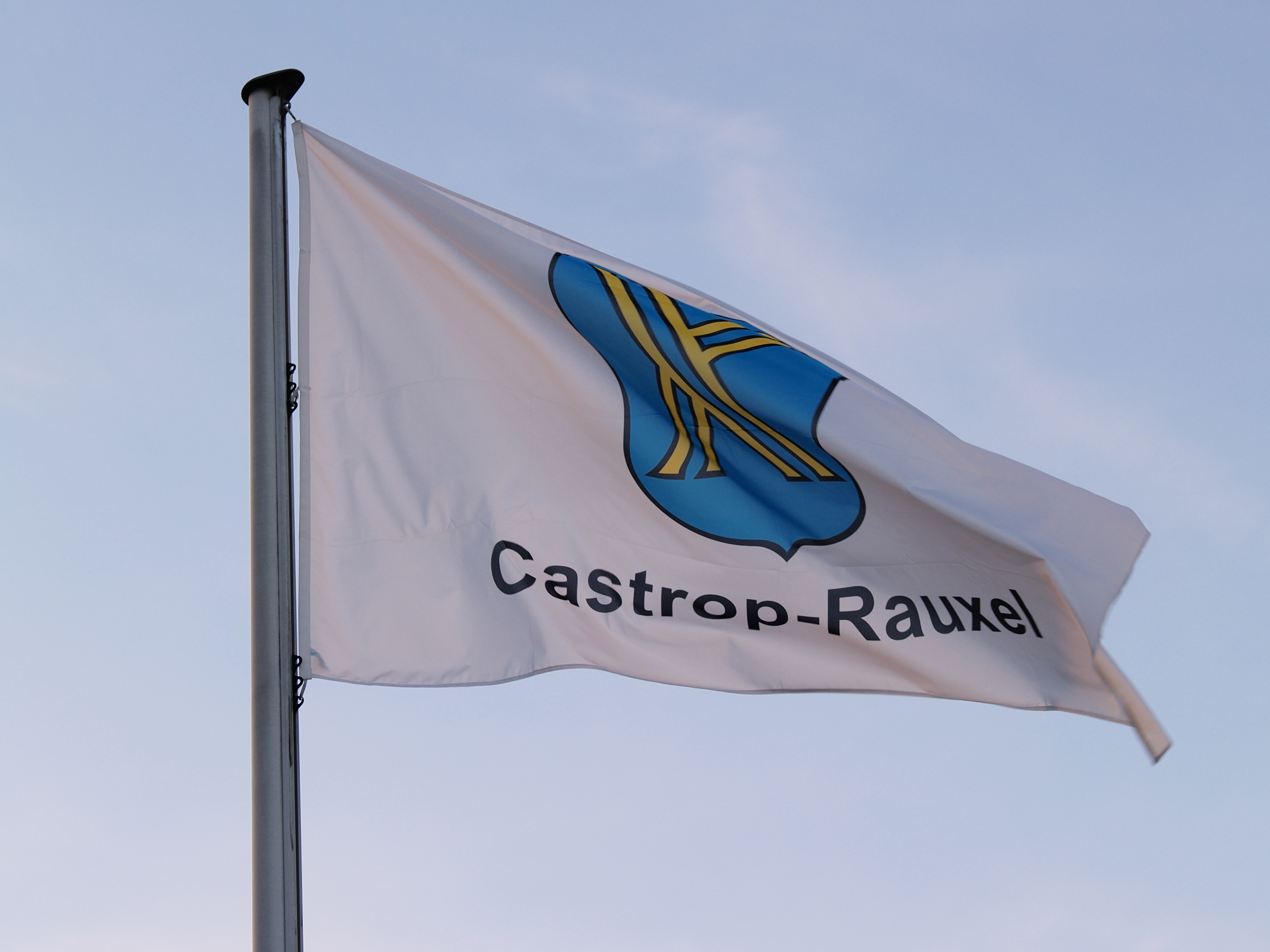
Stadtfahne mit Wappen

Das Wappen der Stadt zeigt ein goldenes Andreaskreuz in blauem Feld, bei dem der Balken von links oben nach rechts unten über dem anderen liegt. Die älteste erhaltene Urkunde, die das Andreaskreuz zeigt, stammt aus dem Jahre 1512. Oft wird eine abgewandelte Form verwendet: „In Blau ein goldenes (gelbes) Andreaskreuz in der Form eines durchbrochenen Fadenkreuzes, dessen schräglinke Fäden nicht durchgehen.“
Die 1902 aus den Gemeinden Castrop, Obercastrop und Behringhausen gebildete Stadt Castrop übernahm als Stadtwappen das alte Wahrzeichen, das Andreaskreuz, mit den seit dem 17. Jahrhundert überlieferten Farben Blau und Gold. Der damalige Regierungspräsident von Arnsberg genehmigte die Führung des Stadtwappens am 28. Januar 1911. Aufgrund einer amtlichen, preußischen Vorschrift musste dem Wappen jedoch nun eine dreitürmige Mauerkrone aufgesetzt werden.
Am 30. August 1926 wurde dieses Wappen für die neue Stadt Castrop-Rauxel übernommen, was das preußische Staatsministerium am 24. November 1926 genehmigte. Am 15. Juli 1965 wurde die Mauerkrone, da historisch unbegründet, vom Wappenschild entfernt. Demnach wird das Stadtwappen seit dem 1. August 1965 wieder in seiner historisch überlieferten Form geführt.

### Städtepartnerschaften
Städtepartnerschaften gibt es mit folgenden Städten:
- Wakefield, Vereinigtes Königreich, seit 1949
- Vincennes, Frankreich, seit 1961
- Kuopio, Finnland, seit 1965
- Zehdenick, Deutschland, seit 1990
- Nowa Ruda, Polen, seit 1991
- Trikala, Griechenland, seit 2013
- Zonguldak, Türkei, seit 2013

Von 1950 bis 2000 war die niederländische Stadt Delft Partnerstadt von Castrop-Rauxel.
Für ihr städtepartnerschaftliches Engagement wurde die Stadt Castrop-Rauxel 1979 mit dem Theodor-Heuss-Preis ausgezeichnet.

## Kultur und Sehenswürdigkeiten

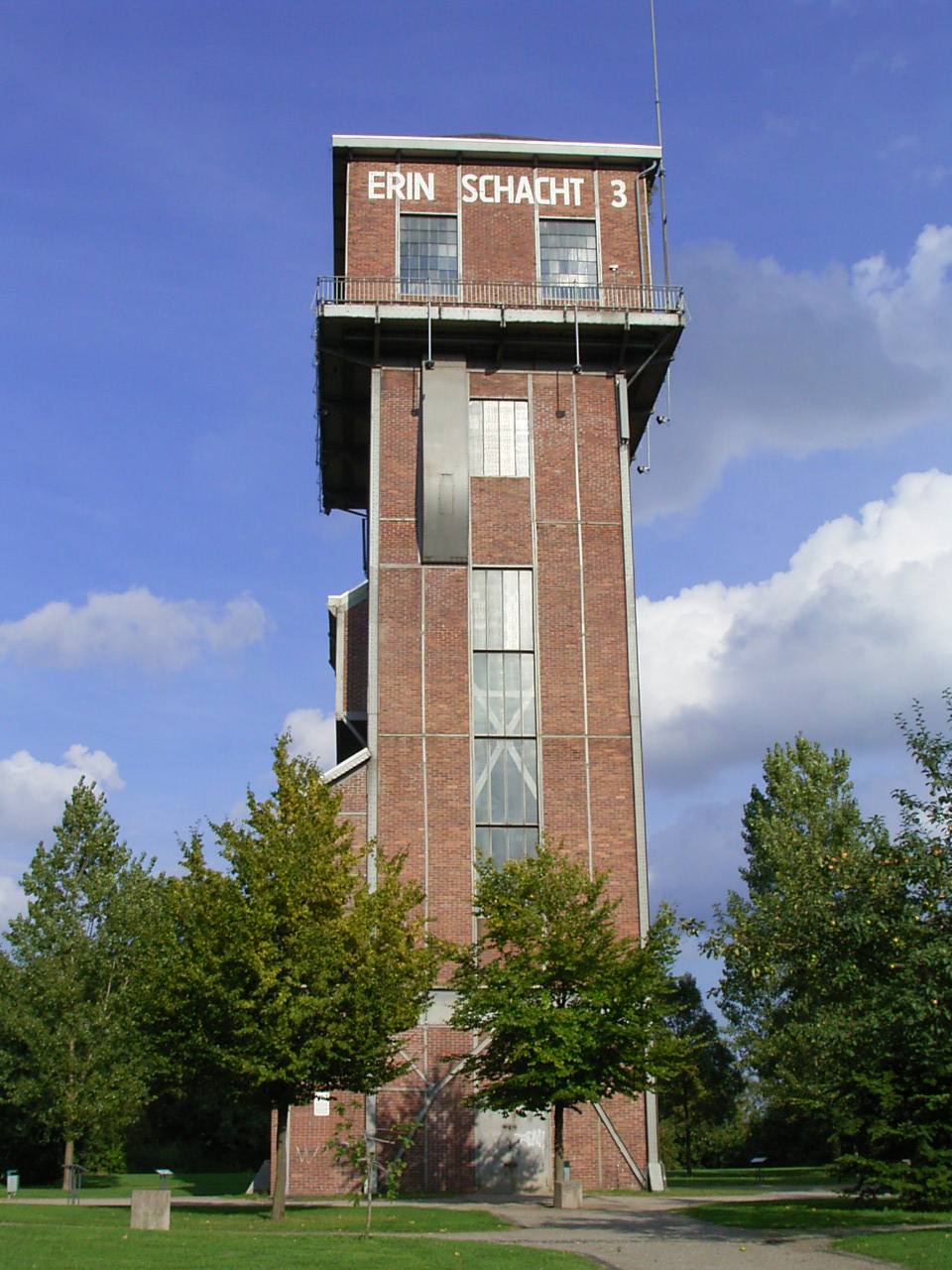
Hammerkopfturm Erin Schacht 3

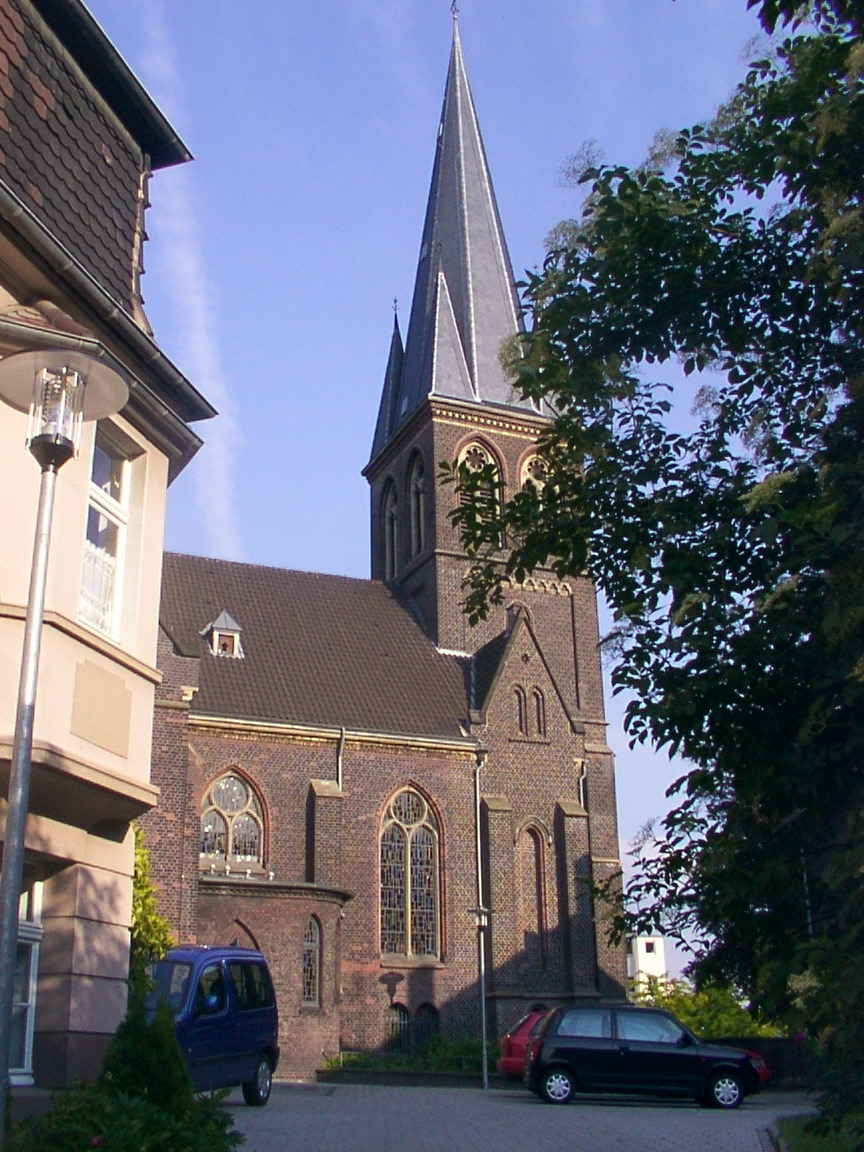
Die Lutherkirche

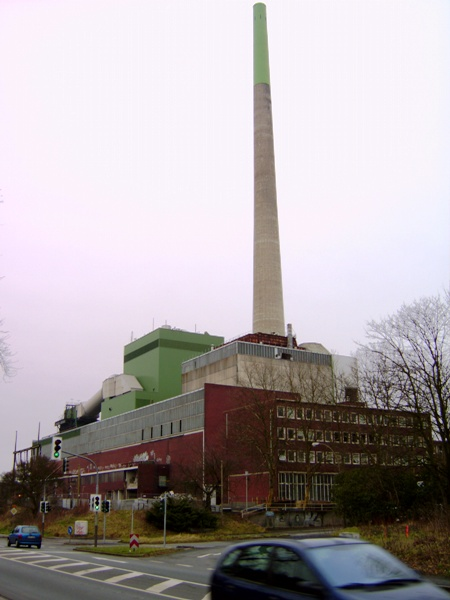
Das ehem. Kraftwerk Rauxel während der Abbrucharbeiten

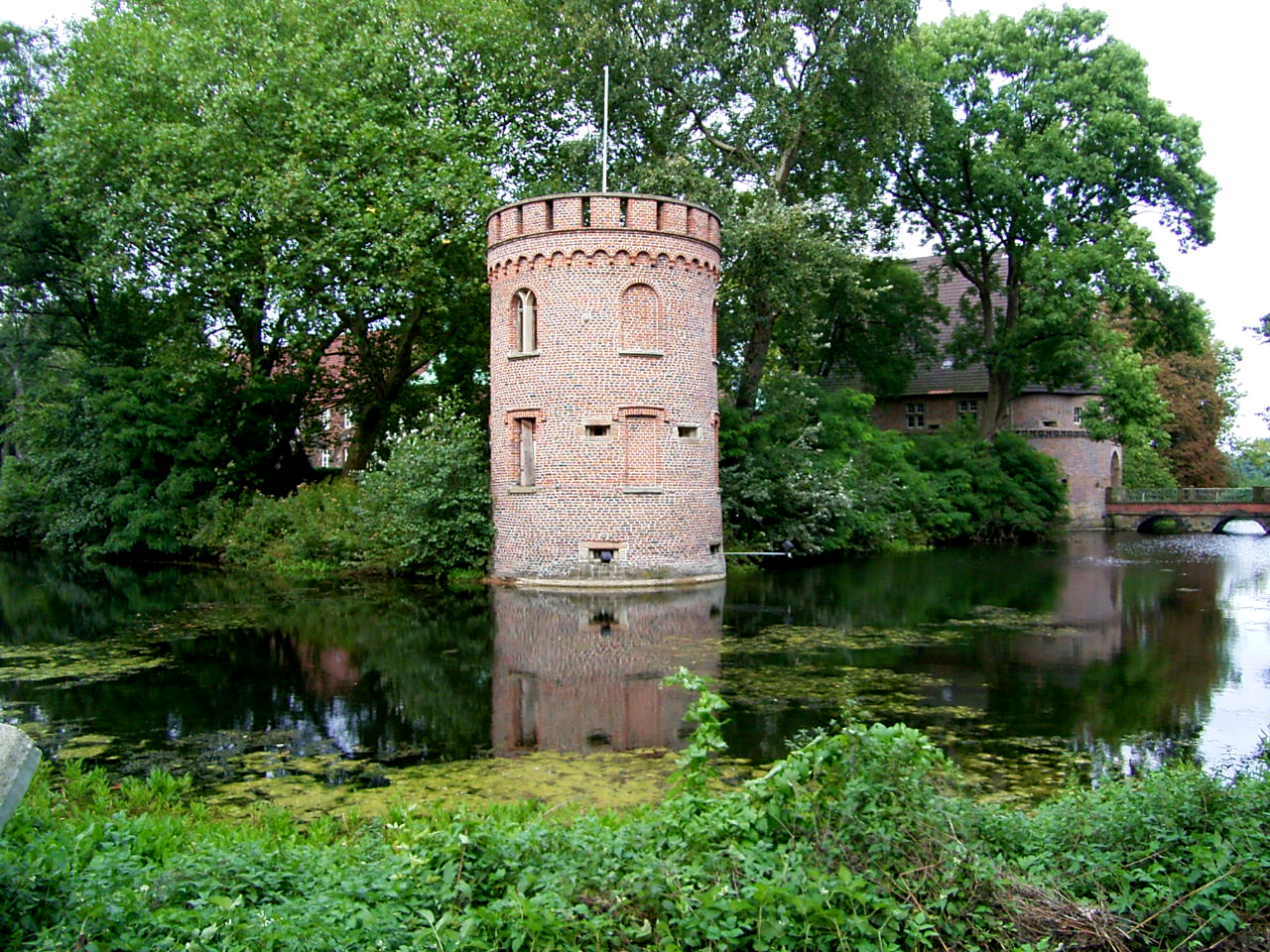
Schloss Bladenhorst

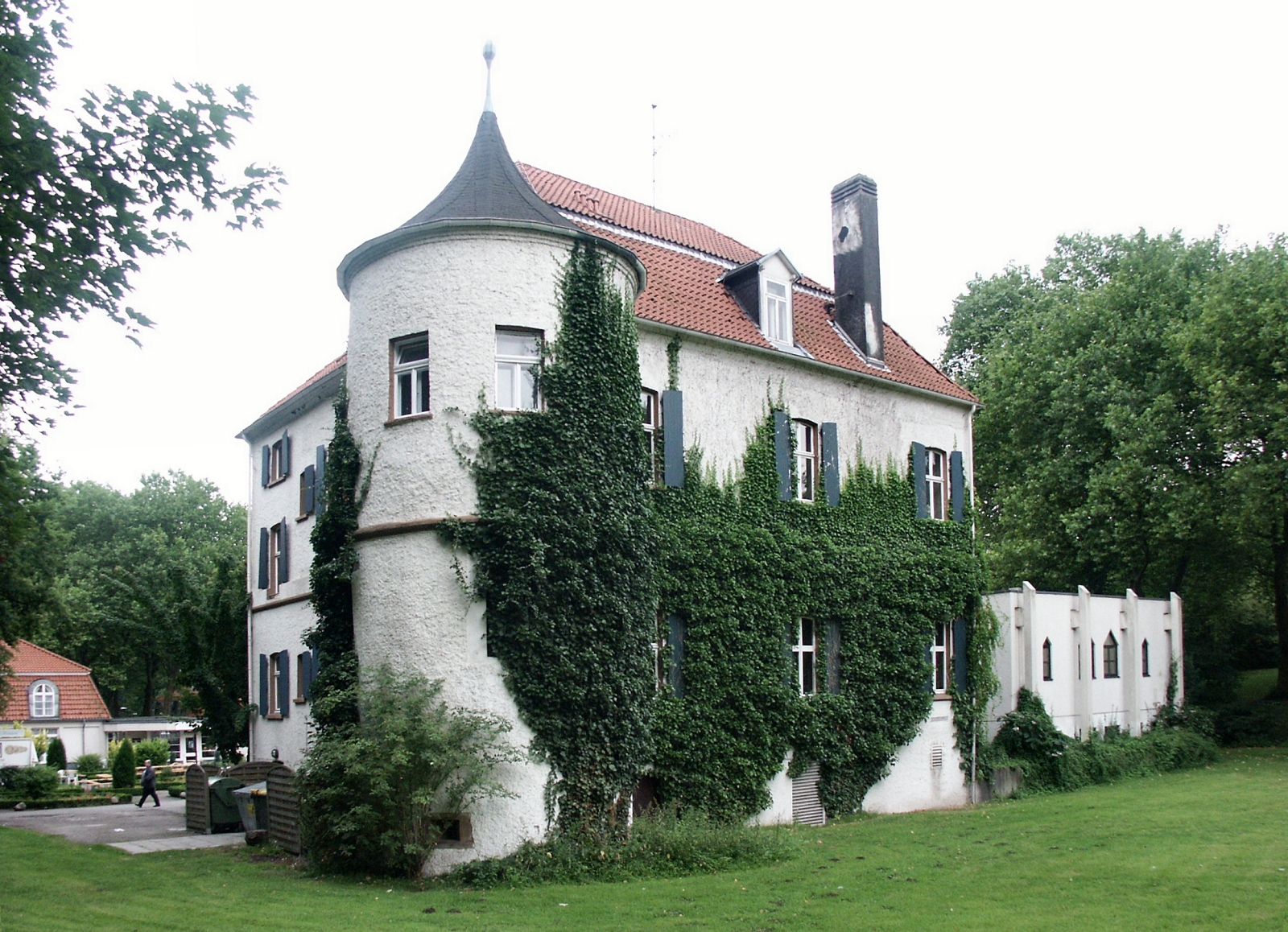
Haus Goldschmieding

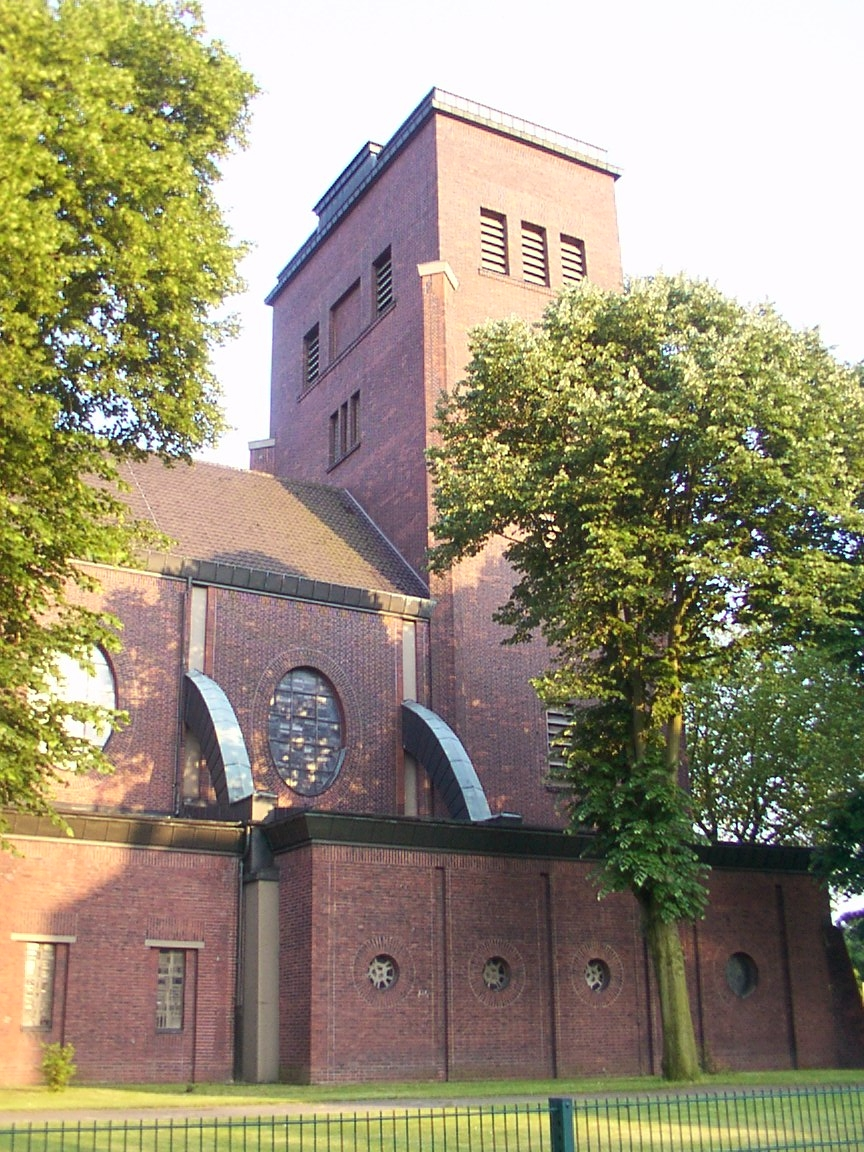
Katholische Kirche Sankt Antonius

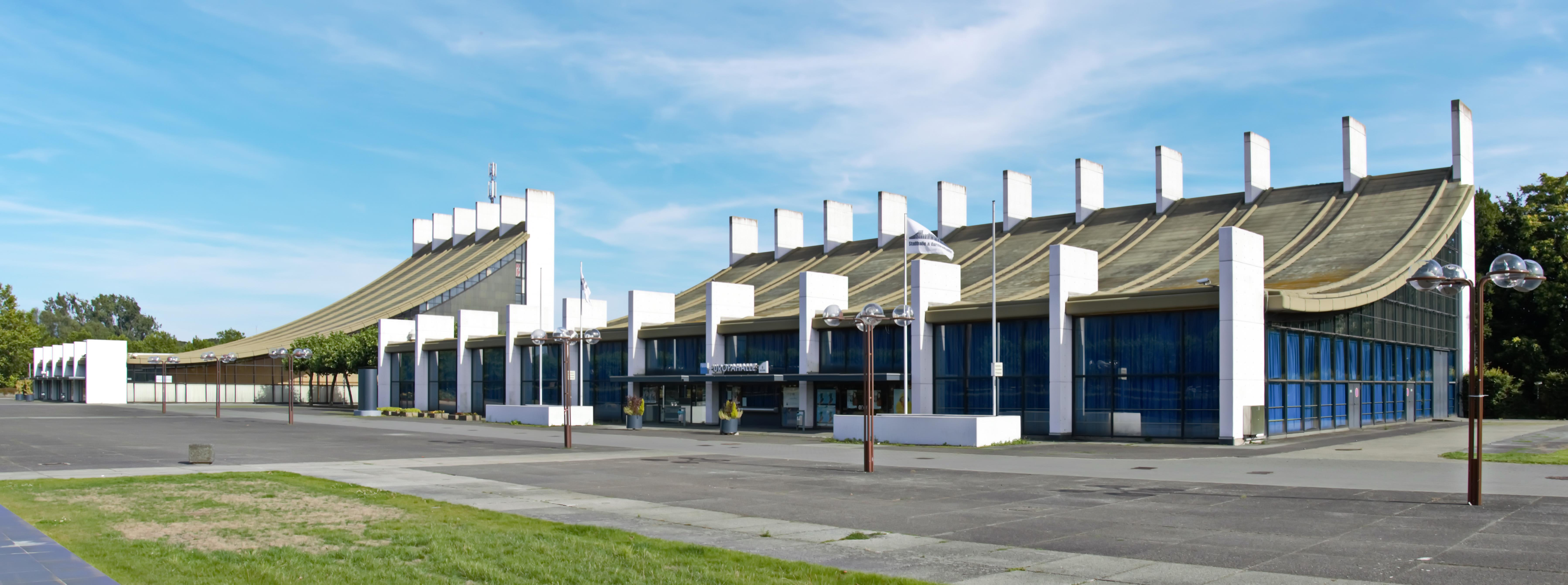
Europa- und Stadthalle

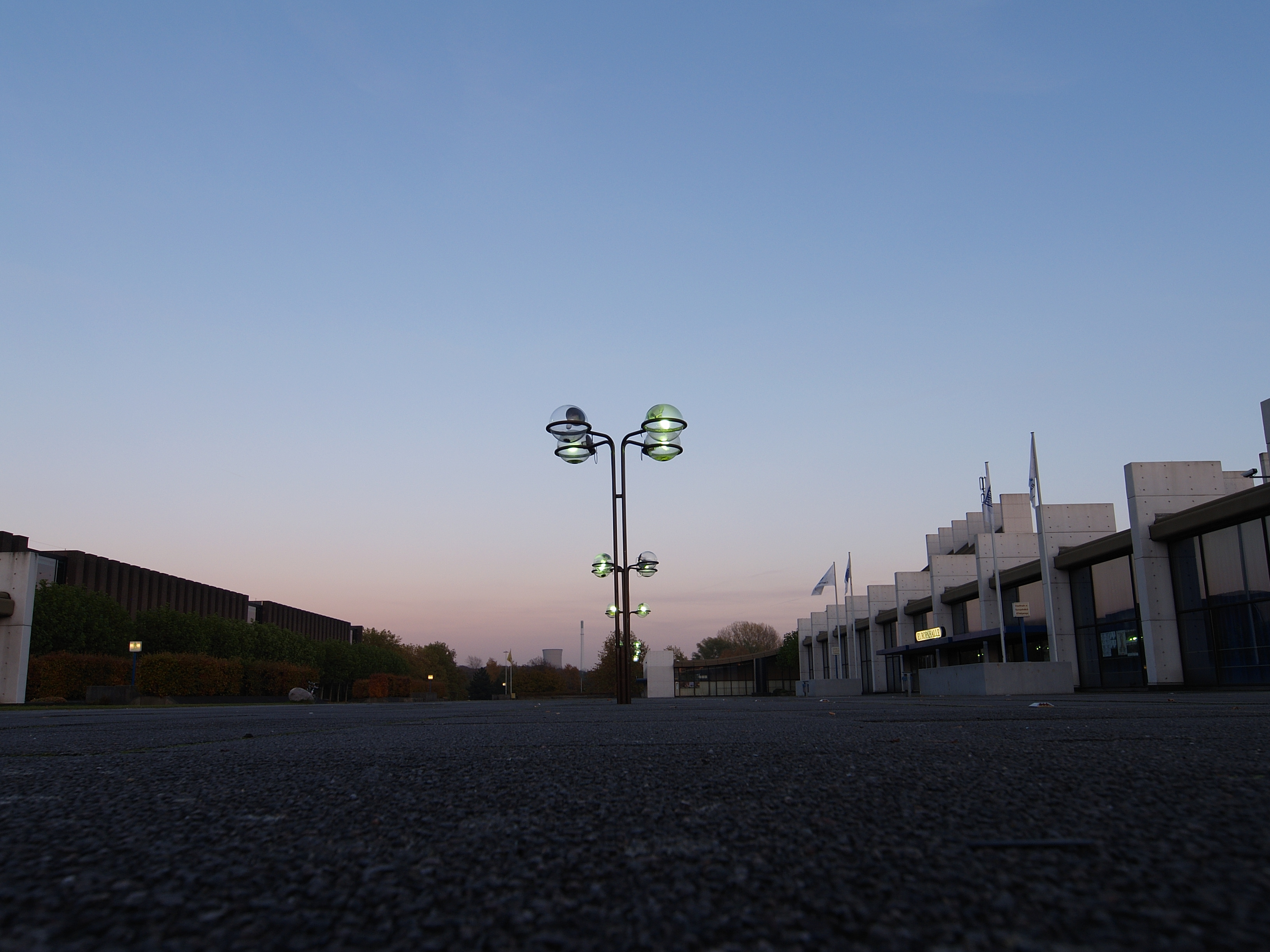
Europaplatz, Stadthalle rechts

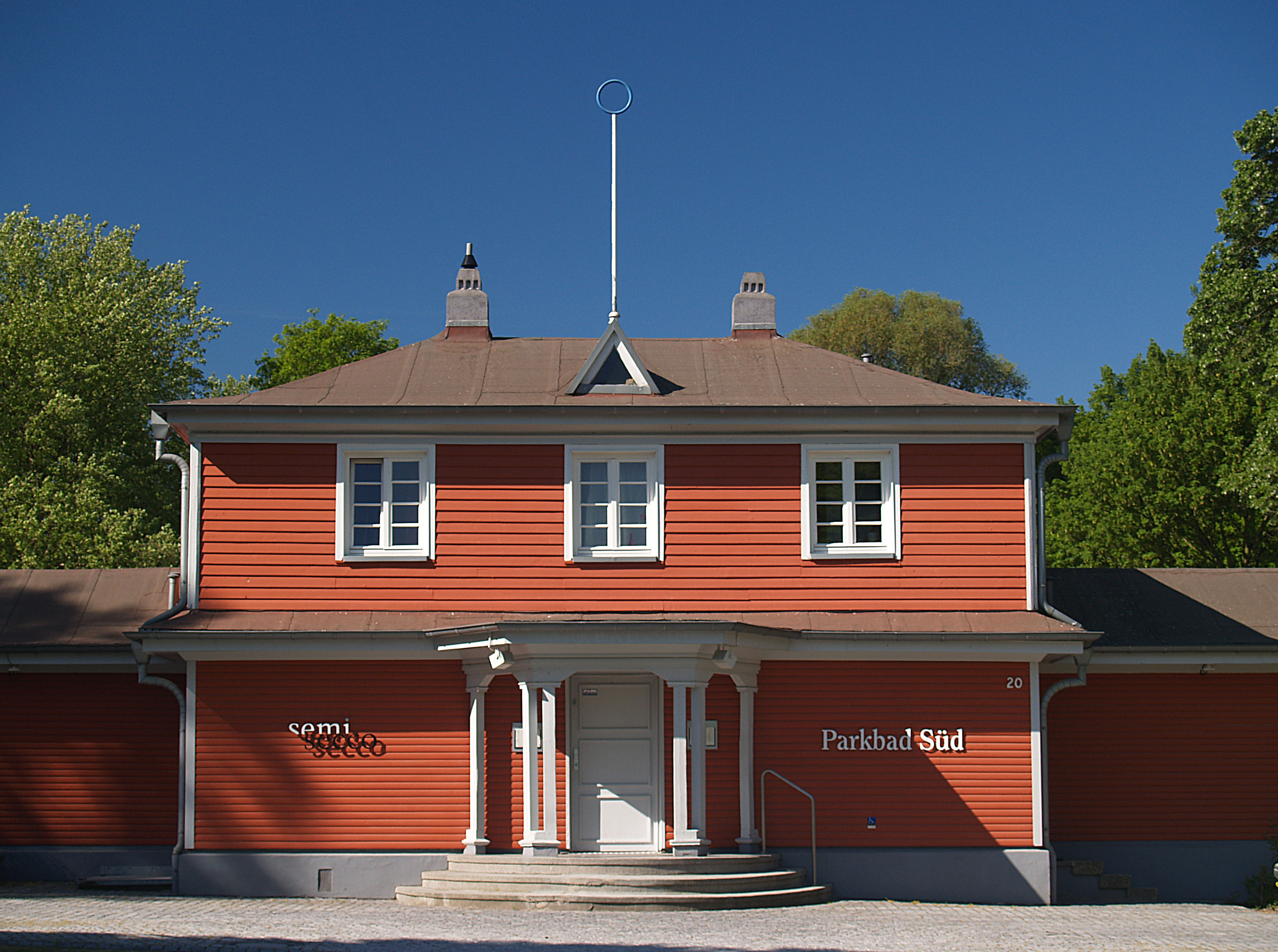
Parkbad Süd, Eingang

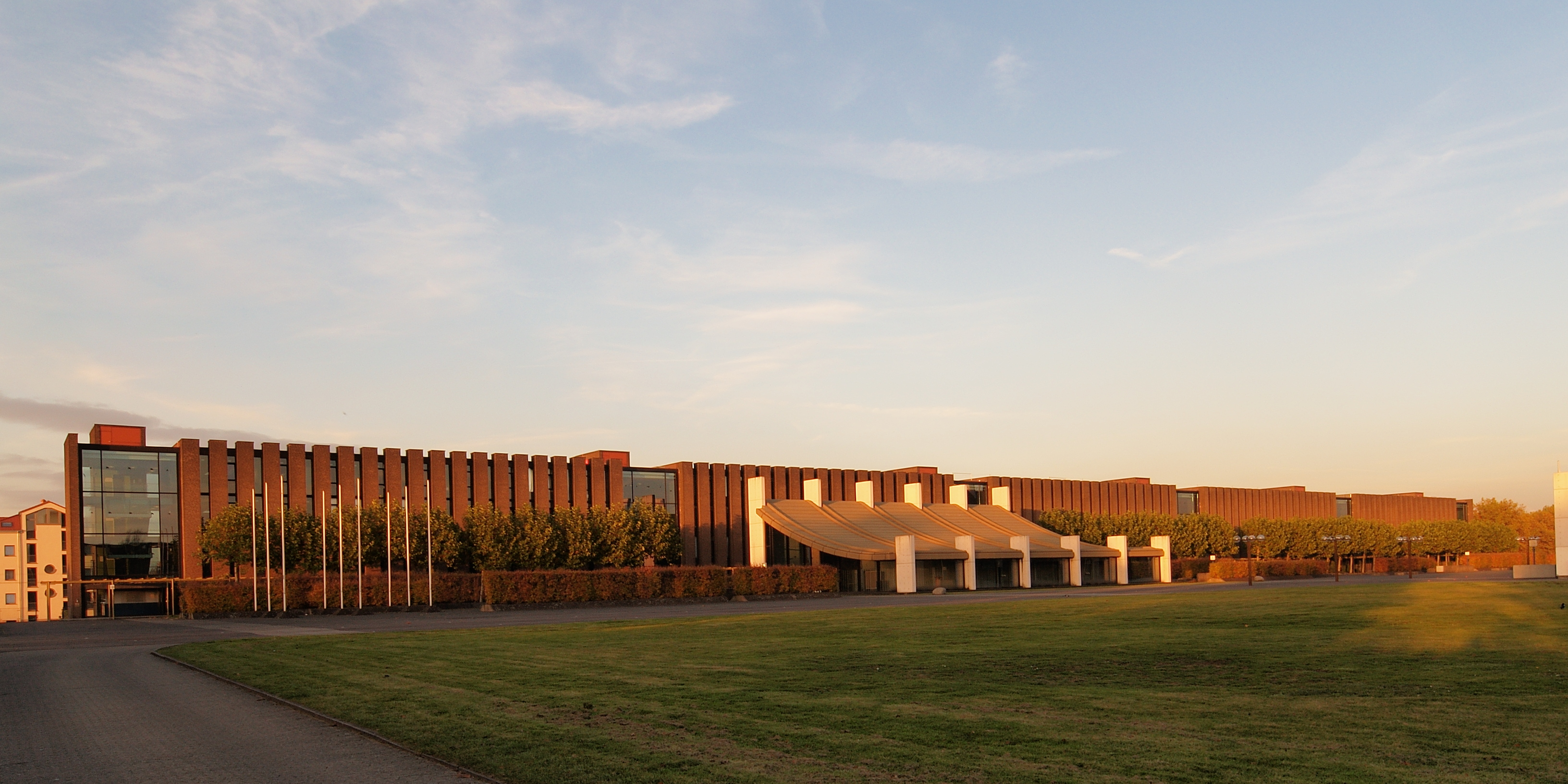
Rathaus

### Theater und Kino
Das Westfälische Landestheater (WLT) ist eine Landesbühne mit Sitz in Castrop-Rauxel. Noch in den 1950er Jahren verfügte die Stadt über zahlreiche Kinos, als Amüsiermeile galt insbesondere die Lange Straße in Habinghorst. Als letztes Lichtspieltheater schloss 2014 Die Kurbel auf der Oberen Münsterstraße.

### Bauwerke
Bedeutende Bauwerke in Castrop-Rauxel sind der Hammerkopfturm und das Vollwand-Strebengerüst der ehemaligen Zeche Erin. Als Industriedenkmäler zeugen sie von der Bergbauvergangenheit der Stadt. Dazu zählt auch die Halde Schwerin mit einer begehbaren Sonnenuhr, auf dem Gelände der ehemaligen Zeche Graf Schwerin.
Sehenswerte Bauwerke sind auch das Schloss Bladenhorst, ein Wasserschloss im Stadtteil Bladenhorst, die St.-Lambertus-Kirche im Stadtteil Henrichenburg, die Lutherkirche aus dem Jahre 1881 in der Altstadt, das Taubenvatta-Denkmal, ein Bronzedenkmal, das seit 1986 auf dem Kuopio-Platz steht und der jüdische Friedhof aus dem Jahr 1743. Dieser ist der älteste noch erhaltene Friedhof. Das Haus Goldschmieding, errichtet Ende des 16. Jahrhunderts, beherbergt heute ein Schlossrestaurant und befindet sich in einem Park, unweit der ehemaligen Pferderennbahn, auf der 1874 bis 1970 die auch überregional bekannten Naturhindernisrennen stattfanden. Heute befindet sich dort ein Naherholungsgebiet. An die Pferderennentradition erinnert das 1912 errichtete Reitsportdenkmal auf dem Altstadtmarkt.
In der Altstadt findet man ebenfalls die dem in Westfalen besonders verehrten Lambert von Lüttich, Bischof von Maastricht, geweihte Kirche, deren Ursprung auf das Jahr 1250 zurückgeht. In dem ältesten noch erhaltenen Teil steht ein Sakramentshäuschen aus Baumberger Sandstein, das um 1512 erschaffen wurde.
Von diesen teils mittelalterlichen, teils historistischen Kirchen unterscheidet sich überraschend die nach Antonius von Padua benannte St.-Antonius-Kirche im Stadtteil Ickern. Der Zuzug vieler Katholiken vor allem aus Polen Anfang des 20. Jahrhunderts erforderte einen Neubau. Er wurde 1922–1925 von Alfred Fischer gestaltet. Erinnert er außen an Fischers Verwaltungs- und Industriebauten, so präsentiert sich das Innere als etwas Neues. Formal ist es eine Basilika mit Mittelschiff, zwei niedrigeren Seitenschiffen, einer Turmvorhalle und einer Apsis. Jedoch ist der ganze Raum durch Parabeln gegliedert. Parabelbögen überspannen das Mittelschiff, trennen das Mittelschiff von den Seitenschiffen und bilden die Durchgänge von der Turmhalle und zum Chor. Viel Licht fällt durch die großen elliptischen Obergadenfenster. Seit der letzten Restaurierung 1989/90 ist der Zustand dem ursprünglichen wieder angenähert. Man hat den Bau dem Expressionismus zugerechnet.
Am Rande der Altstadt liegt der Stadtgarten. Dort befindet sich auch das 1926 eröffnete und 1992 geschlossene Parkbad Süd. Nach der Schließung wurde es unter Denkmalschutz gestellt und ist heute ein Kultur- und Freizeitzentrum mit Restauration. Der 1942 erbaute Hochbunker Münsterstraße wurde 1975 gesprengt.
In Habinghorst lag das Kraftwerk Castrop-Rauxel mit dem ehemals höchsten Bauwerk (230 m hoher Schlot) der Stadt. Es war seinerzeit das modernste Steinkohlekraftwerk und seit 1956 in Betrieb. Zuletzt wurde es als Reserve-Kraftwerk eingesetzt. Sein Betrieb wurde 2001 wegen Überkapazitäten eingestellt, der Schornstein am 6. April 2008 gesprengt.
Im Süden der Stadt erstreckt sich die 27-Loch-Golfanlage Frohlinde. Neben der sportlichen Besonderheit dieser 132 Hektar großen Anlage mitten im Ruhr-Revier zeichnet sich der Golfplatz durch eine wunderschöne Landschaftskulisse und eine extensive Verwirklichung von Erfordernissen des Natur- und Landschaftsschutzes aus.
Der Landschaftsarchäologische Park Henrichenburg im Norden der Stadt lässt die Geschichte der Burg Henrichenburg am historischen Standort wieder aufleben. Die Burg wurde erstmals urkundlich 1263 erwähnt und 1787 wegen Baufälligkeit abgebrochen.
Das Forum Europaplatz, gelegen am Stadtmittelpunkt, ist ein kulturell vielfach nutzbares Veranstaltungs- und Kongresszentrum. Das Zentrum des Forums besteht aus der Stadthalle und der Europahalle, gestaltet nach Plänen des dänischen Architekten Arne Jacobsen, der auch das neue Rathaus entworfen hat.

### Sport
Der Castrop-Rauxeler Korfball ist in Deutschland führend. Heimische Vereine stellen die Mehrheit der deutschen Nationalspieler und vertreten Deutschland seit Jahren im Europapokal. Seit dem Jahr 2003 ist Castrop-Rauxel die Beachtennis-Hochburg Deutschlands und stellt mit Spielern der Tennisabteilung des Ruderverein Rauxel 1922 e. V. Meister auf Deutschland- und Europaebene. Die Ruderabteilung des Ruderverein Rauxel 1922 e. V. hat seit seiner Gründung viele deutsche Meister und Weltmeister hervorgebracht. 1988 hat der Verein seinen bisher größten sportlichen Erfolg gefeiert: der Rauxeler Ruderer Eckhardt Schultz wurde Olympiasieger im Deutschland-Achter. Ferner haben die Ruderer Magdalena Jakschick und Jannis Augustin auf der Junioren-WM 2007 in Peking eine Silber- bzw. Goldmedaille gewonnen.
Mit dem ABC Merklinde ist in der Saison 2016/2017 ein Castroper Billardverein in der 1. Bundesliga Mehrkampf vertreten. Des Weiteren ist ebenfalls in der Saison 2016/2017 erstmals ein Castrop-Rauxeler Billardverein in der 2. Bundesliga Dreiband vertreten, nachdem der ABC in diesem Jahr den Aufstieg schaffte. Die Oberligamannschaft Dreiband ist Deutscher Mannschaftsmeister der Saison 2009/2010 (kleines Billard). Mit diesem Titel wurde Merklinde zum erfolgreichsten Turnierbillard-Verein in der Geschichte der Bundesrepublik Deutschland. Einen internationalen Titelgewinn schafften Ronny Lindemann und Markus Dömer. Sie wurden im September 2008, für den ABC Merklinde startend, Europameister im Team-Dreiband (kleines Billard) bei der Europameisterschaft in Brandenburg. Weitere traditionsreiche Castroper Billardvereine sind die Billardfreunde Castrop-Schwerin 1928 e. V. sowie der Pool-Billard-Club Castrop aus Schwerin.
Klassenhöchste Fußballvereine der Stadt sind der Westfalenligist SV Wacker Obercastrop und die Bezirksligisten FC Castrop-Rauxel, FC Frohlinde und SpVg BG Schwerin.
Die 1. Herrenmannschaft des SV Castrop-Rauxel spielte von der Saison 1993/94 bis zur Saison 2001/02 in der Schachbundesliga.

### Regelmäßige Veranstaltungen

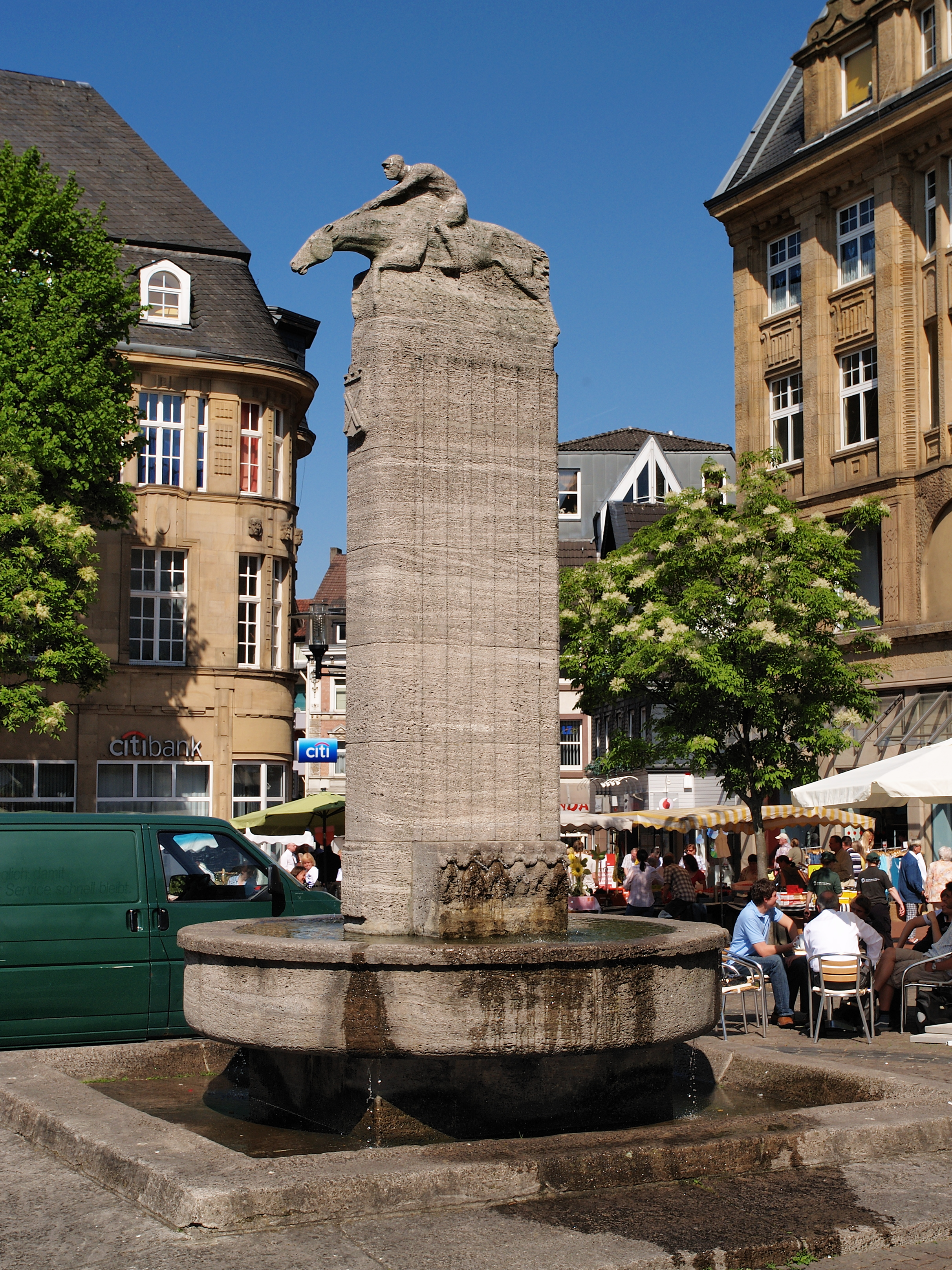
Markt und Reiterdenkmal mit Brunnen

Zu den regelmäßigen Veranstaltungen in Castrop-Rauxel zählt die im Frühjahr und Herbst stattfindende Kirmesveranstaltung mit einem Feuerwerk am Abend des Eröffnungstages. Im Frühsommer startet jährlich das seit Anfang der 1990er Jahre veranstaltete kulinarische Fest Castrop kocht über auf dem Castroper Altstadtmarkt. Zu den jährlichen Veranstaltungen in der Castroper Altstadt zählen weiterhin Home & Garden im Frühjahr und der Viktualienmarkt im Herbst. Im Spätsommer schlägt das WLT-Freilichttheater mit Theateraufführungen auf dem Castroper Marktplatz seine Zelte auf. Darüber hinaus wird von der SPD Castrop-Rauxel einmal jährlich im Erinpark das Live-Event Rock unterm Förderturm organisiert. Zur Weihnachtszeit findet regelmäßig ein Weihnachtsmarkt in der Altstadt statt, der durch das Kulinarische Zelt im Advent auf dem Marktplatz ergänzt wird. Außerdem findet jährlich die Veranstaltung Tanz unterm Regenbogen zu Gunsten Aidskranker und HIV-infizierter statt.
Zu den regelmäßigen Veranstaltungen zählen die Say-No-Party, wie auch die beiden Rockfestivals Steel-meets-Steel Festival und das Save The Planet Festival. Außerdem gibt es jedes Jahr das so genannte Casterix-Ferienprogramm, das Vergünstigungen für Kinder bei städtischen Einrichtungen wie z. B. Schwimmbädern beinhaltet.

### Preise und Auszeichnungen
- 1952 Die britische Königin schenkt der Stadt ein Schwanenpaar als Dank für die Entwicklung der deutsch-britischen Freundschaft
- 1962 Ehrentitel „Gemeinde Europas“ – verliehen 1962 vom Europarat.
- 1979 Theodor-Heuss-Preis

Der Theodor-Heuss-Preis wurde der Stadt Castrop-Rauxel und Bürgern am 11. März 1979 von der Stiftung Theodor-Heuss-Preis e. V. für ihr beispielhaftes Engagement um die europäische Verständigung und ihre Bemühungen um Europa im Rahmen eines großen Festaktes im Herkulessaal der Münchener Residenz aus den Händen der Vorsitzenden Hildegard Hamm-Brücher verliehen. Den Festvortrag mit dem Thema „Bürgerengagement für Europa“ hielt Bundesaußenminister Hans-Dietrich Genscher.

### Sonstiges
- Im Rahmen der RUHR.2010 – Kulturhauptstadt Europas, an der auch die Stadt Castrop-Rauxel u. a. mit einem Trailer zu einem neuen Stadtfilm teilnahm,[26] entstand unter Beteiligung des ZDF-Kleinen Fernsehspiels der Fernsehfilm Zeche is nich – Sieben Blicke auf das Ruhrgebiet 2010. In der daraus stammenden Episode Thomas, Thomas der Castrop-Rauxelerin Regisseurin Corinna Liedtke behauptet Wolfgang Weber, ein Archivar aus Castrop-Rauxel, dass Thomas Vallomtharayil, Geschäftsführer des Castrop-Rauxeler Medical Park Ruhr, der wiedergeborene irische Unternehmer William Thomas Mulvany sei.
- Im Oktober 2024 startete der Influencer Levi Penell die humoristische Kampagne "Castrop-Rauxel, die schönste Stadt der Welt". Auf Einladung des Bürgermeisters Rajko Kravanja wurde er daraufhin im Ratssaal der Stadt von ebendiesem zum Ehrenbotschafter ernannt.[27][28]
- Aus der Stadt stammen auch die Bands Positive Strike und Electric Callboy.

## Wirtschaft und Infrastruktur

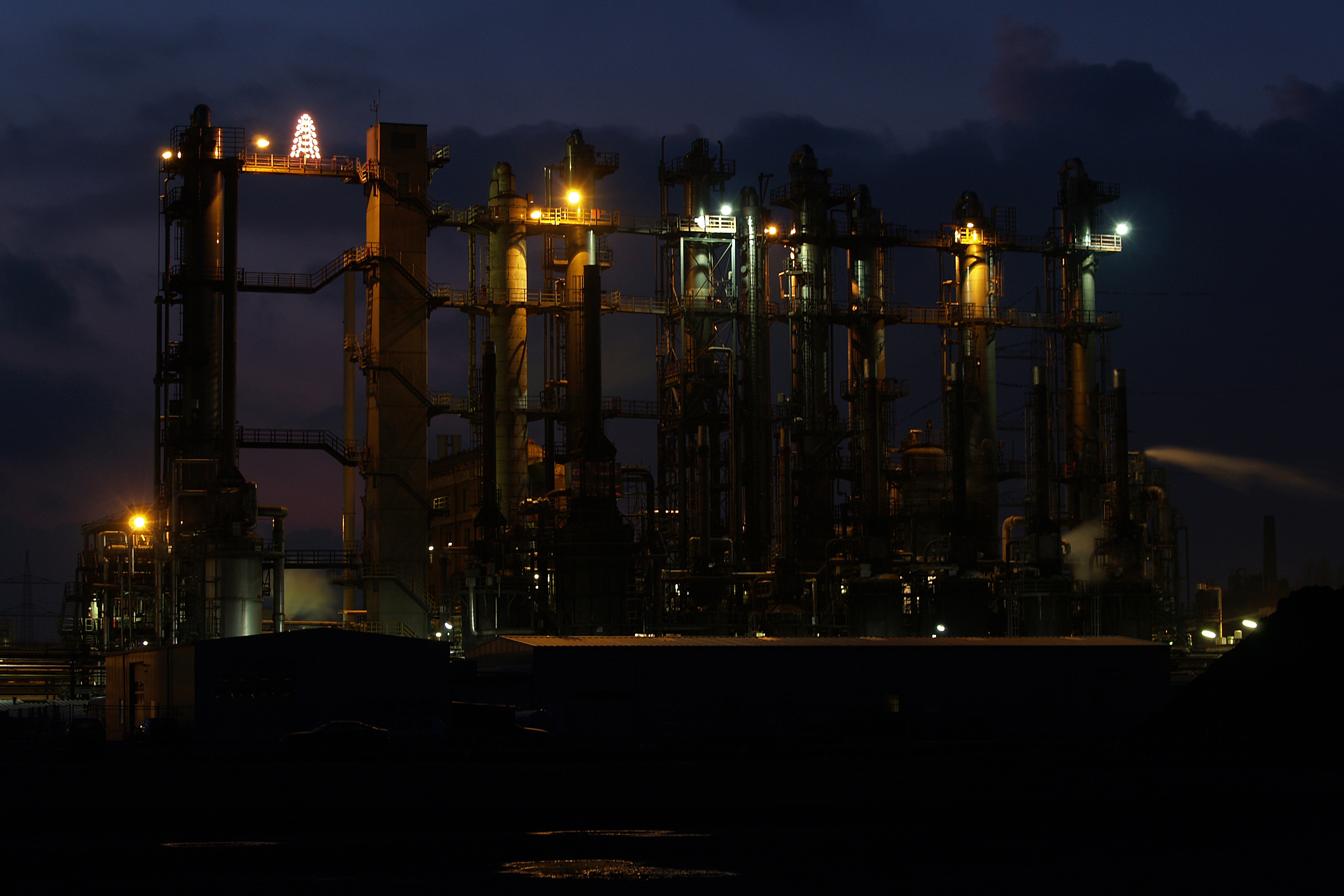
Weihnachten in Castrop-Rauxel – die Rütgers Chemicals GmbH

Die Stadt Castrop-Rauxel weist eines der niedrigeren durchschnittlichen Primäreinkommen je Einwohner im Kreis Recklinghausen auf. Im Landesvergleich belegte sie bezüglich des durchschnittlich verfügbaren Einkommens im Jahr 2016 die Rangziffer 354 unter den 396 Gemeinden in Nordrhein-Westfalen. Damit gehört Castrop-Rauxel zu den einkommensschwächeren Gemeinden des Bundeslandes.

### Ansässige Unternehmen
Die Wirtschaftsstruktur Castrop-Rauxels ist heute von mittelständischen und kleinen Unternehmen geprägt. Von den zahlreichen Großindustriebetrieben in Castrop ist noch die Rütgers Chemicals GmbH mit rund 720 Mitarbeitern, davon 500 in Castrop-Rauxel, übrig geblieben. Das Unternehmen wurde im Dezember 2007 von Evonik an den Finanzinvestor Triton verkauft, der Rütgers 2013 an die indische Rain Commodities Limited weiterverkaufte.

### Verkehr

#### Fernstraßen

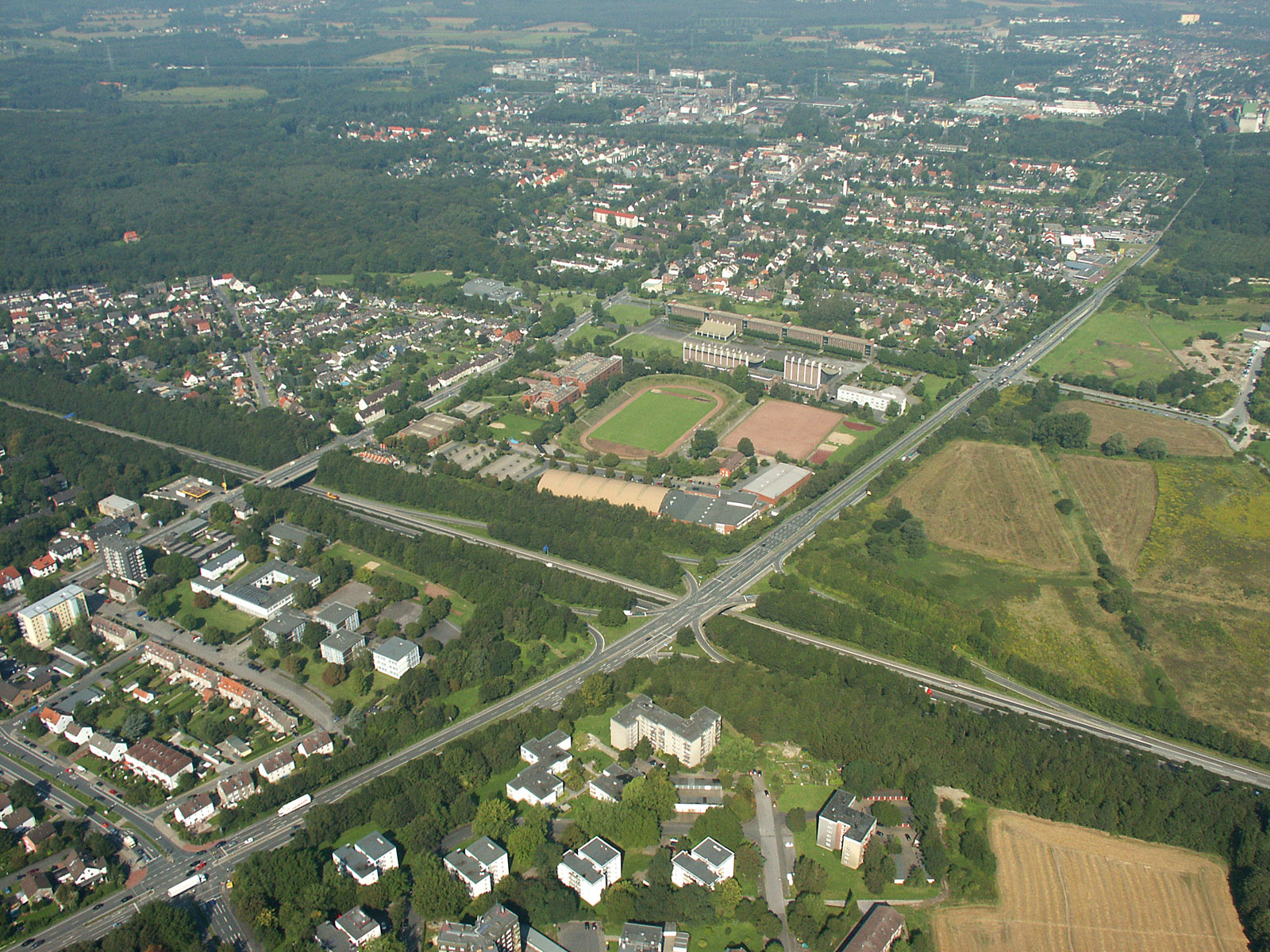
Stadtmittelpunkt mit Rathaus und Europahalle, B 235 und BAB 42

Durch das Stadtgebiet führen die Bundesautobahnen 2 (Oberhausen–Berlin), 42 (Kamp-Lintfort–Dortmund) und 45 (Dortmund–Aschaffenburg). Am Autobahnkreuz Castrop-Rauxel-Ost kreuzt sich die A 42 mit der A 45. Die B 235 von Senden nach Witten, mit Anschluss an die A 40/B 1 knapp südlich der Stadtgrenze in Dortmund, durchquert die Stadt von Nord nach Süd.

#### ÖPNV

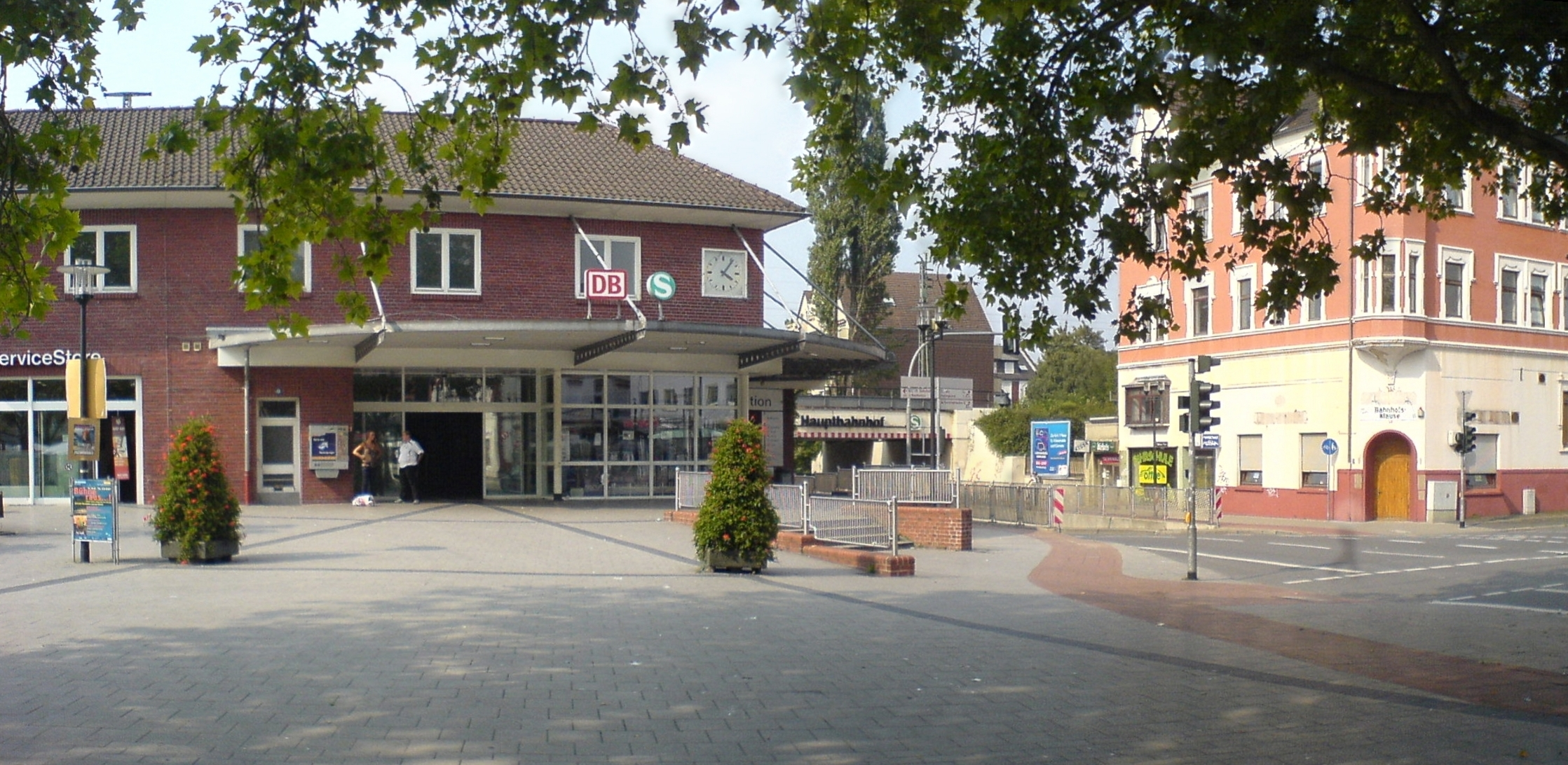
Castrop-Rauxel Hbf im Zentrum von Rauxel

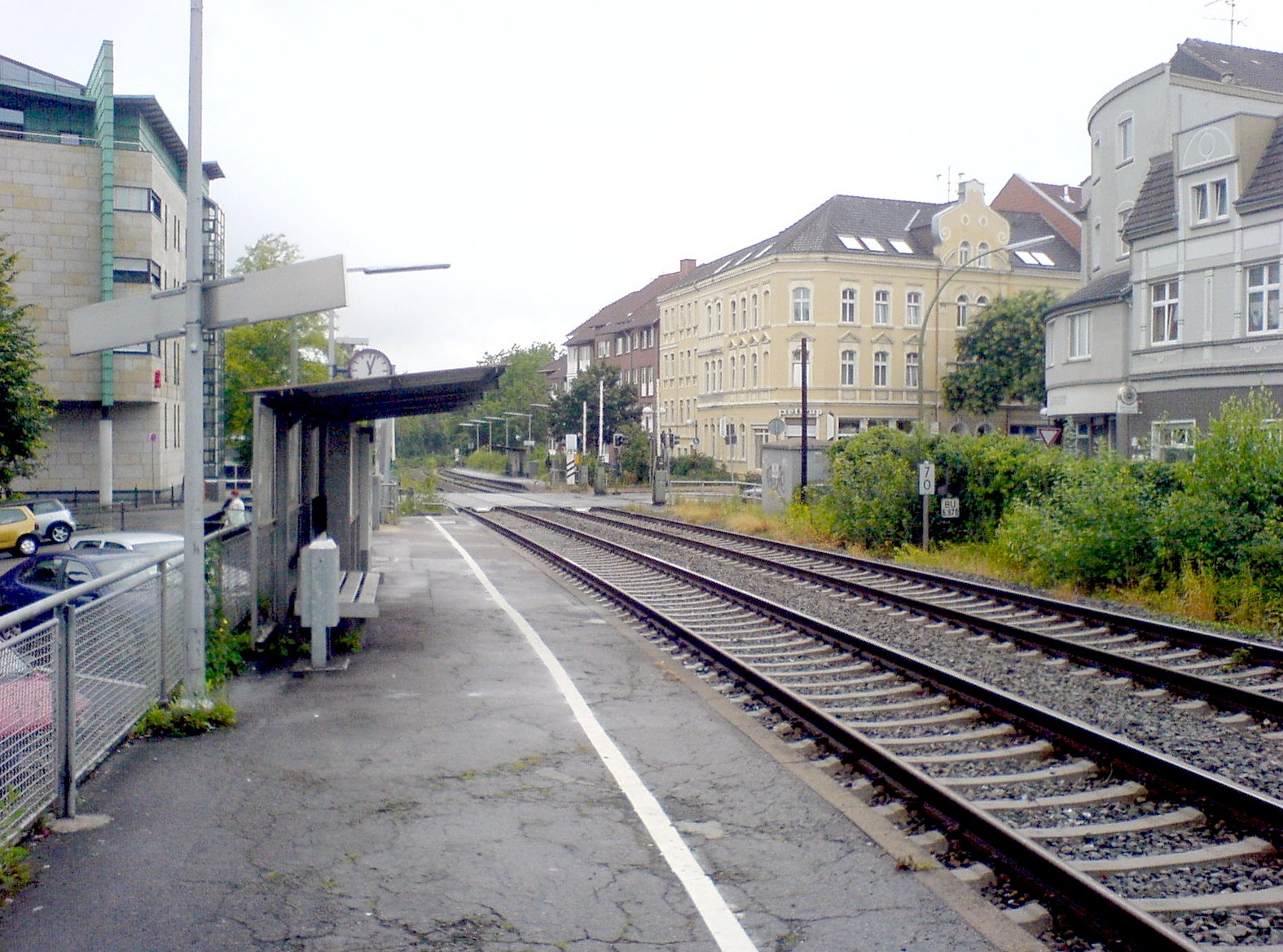
Bahnhof Castrop-Rauxel Süd im Zentrum von Castrop

Ab Castrop-Rauxel Hauptbahnhof verkehrt die S-Bahn Rhein-Ruhr mit der Linie (S 2) (Köln-Mindener-Strecke) nach Dortmund und Essen/Recklinghausen. Weiter hält der Rhein-Emscher-Express (RE 3) von Hamm nach Düsseldorf. Die RB 32 verkehrt zwischen Dortmund Hbf und Duisburg Hbf. Von den Haltepunkten Castrop-Rauxel Süd (Altstadt) und Castrop-Rauxel-Merklinde verkehrt die Emschertal-Bahn (RB 43) von Dortmund über Herne, Gladbeck nach Dorsten.
In Castrop-Rauxel fahren insgesamt 18 Buslinien der Bogestra (Linien 353, 364, 378), der DSW21 (480, 481, 482, NE 11), der HCR (311, 324, 341, 347, 351, 361) und der Vestische Straßenbahnen GmbH (233, 237, SB 22). Der Städteschnellbus (SB 22) verbindet Castrop-Rauxel mit Datteln. Zudem verkehrt ein Nachtbus (NE 11) als Ringlinie zwischen Ickern/Henrichenburg und Dortmund-Innenstadt. Von Mai 2011 verkehrte ausschließlich sonn- und feiertags der Vestische Fahrradbus als Linie 200 von Castrop-Rauxel Hauptbahnhof über Datteln nach Haltern am See Bahnhof. Dieses Angebot wurde zum Saisonende 2013 eingestellt.
Die zentrale Haltestelle ist der Busbahnhof am Münsterplatz im Stadtteil Castrop. In dessen Nachbarschaft befindet sich auch der Haltpunkt Castrop-Rauxel Süd der Emschertalbahn (RB43).
Zentrale Haltestelle / Busbahnhof Castrop-Rauxel Münsterplatz
| Linie | Linienweg | Betreiber |
| ----- | --- | --------- |
| 237   | Castrop-Rauxel Münsterplatz – Castrop-Rauxel Europaplatz – Castrop-Rauxel Hbf – Castrop-Rauxel Hertzstraße Herne Pantringshof – Recklinghausen Alte Grenzstraße – Recklinghausen In den Heuwiesen – Recklinghausen Hbf | VESTISCHE |
| 311   | Castrop-Rauxel Münsterplatz – Castrop-Rauxel Daimlerstraße – Herne Holthausen Mitte – Herne Teutoburgia – Herne Akademie Mont-Cenis – Herne Ostbachtal – Herne Stadtgarten – Herne Archäologie-Museum – Herne Mitte – Herne Bahnhof – (Herne Roonstraße Gewerbegebiet – Herne Zechenring) | HCR       |
| 324   | Castrop-Rauxel Münsterplatz – Castrop-Rauxel Erin-Park – Herne Akademie Mont-Cenis – Herne Gysenberg / LAGO – Herne Ostbachtal – Herne Feuerwache Sodinger Straße – Herne Archäologie-Museum – Herne Mitte – Herne Bahnhof | HCR       |
| 341   | Castrop-Rauxel Münsterplatz – Castrop-Rauxel Markt – Castrop-Rauxel Hangweg – Castrop-Rauxel Kolpingstraße – Castrop-Rauxel Neuroder Platz – Castrop-Rauxel Schwerin Seniorenheim | HCR       |
| 347   | Castrop-Rauxel Münsterplatz – Castrop-Rauxel Stellbrinkstraße – Castrop-Rauxel Europaplatz – Castrop-Rauxel Ev. Krankenhaus | HCR       |
| 351   | Castrop-Rauxel Münsterplatz – Castrop-Rauxel Gewerbegebiet Westring – Herne Elchweg – Herne Holthausen Mitte – Herne Teutoburgia – Herne Voßnacken – Herne Am Trimbuschhof – Herne Bahnhof | HCR       |
| 353   | Castrop-Rauxel Münsterplatz – Castrop-Rauxel Markt – Castrop-Rauxel Stadtgarten – Castrop-Rauxel Langeloh – Bochum-Gerthe Mitte – Bochum-Hiltrop Kirche – Bochum Vierhausstraße – Bochum Rathaus U – Bochum Hbf / Boulevard – Bochum Oskar-Hoffmann-Straße U – Bochum Schauspielhaus U – Bochum Werk Eickhoff – Bochum Am Kuhlenkamp – Bochum Blankensteiner Straße | BOGESTRA  |
| 361   | Castrop-Rauxel Münsterplatz – Castrop-Rauxel Betriebshof – Castrop-Rauxel Deininghausen – Castrop-Rauxel Weimarer Straße – Dortmund Nette/Oestrich S – Dortmund-Mengede Markt | HCR       |
| 364   | Castrop-Rauxel Münsterplatz – Castrop-Rauxel Markt – Castrop-Rauxel Stadtgarten – Castrop-Rauxel Gerther Straße – Castrop-Rauxel Merklinde / Harkortstraße – Bochum-Gerthe Mitte – Bochum Ecksee – Bochum Ruhr Park – Bochum-Werne Mitte – Bochum-Werne Amt – Bochum-Langendreer West S – Bochum Kaltehardtstraße – Bochum Sportplatz Papenholz | BOGESTRA  |
| 378   | Castrop-Rauxel Münsterplatz – Castrop-Rauxel Markt – Castrop-Rauxel Tiergartenstraße – Castrop-Rauxel Gerther Straße – Dortmund Bövinghauser Straße – Dortmund Kaubomstraße – DortmundLütgendortmund S – Dortmund Provinzialstraße – Bochum-Langendreer S – Bochum-Langendreer Markt – Bochum Kaltehardtstraße – Bochum Ruhr-Universität U | BOGESTRA  |
| 480   | Castrop-Rauxel Ickern Nord – Castrop-Rauxel Ickern Markt – Castrop-Rauxel Habinghorst Post – Castrop-Rauxel Hbf – Castrop-Rauxel Europaplatz – Castrop-Rauxel Betriebshof – Castrop-Rauxel Münsterplatz – Castrop-Rauxel Markt – Castrop-Rauxel Goldschmieding – Castrop-Rauxel Neuroder Platz – Castrop-Rauxel Frohlinde Denkmal – Dortmund-Kirchlinde Krankenhaus – Dortmund-Kirchlinde Zentrum – Dortmund-Hangeney – Dortmund-Marten Bahnhof – Dortmund-Marten Süd S U | DSW21     |
| 481   | Castrop-Rauxel Münsterplatz – Castrop-Rauxel Markt – Castrop-Rauxel Kolpingstraße – Castrop-Rauxel Betriebshof – Castrop-Rauxel Orionstraße – Castrop-Rauxel Ev. Krankenhaus – Castrop-Rauxel Europaplatz – Castrop-Rauxel Waldfriedhof – Castrop-Rauxel Hbf – Castrop-Rauxel Habinghorst Friedhof – Castrop-Rauxel Henrichenburg Mitte – Castrop-Rauxel Wartburg – Castrop-Rauxel Becklemer Heide                                                                        | DSW21     |
| 482   | Dortmund-Mengede Bahnhof – Dortmund Droste-zu-Vischering – Castrop-Rauxel Vinckeplatz – Castrop-Rauxel Ickern Markt – Castrop-Rauxel Ickern Friedhof – Castrop-Rauxel Nordstraße – Castrop-Rauxel Habinghorst Post – Castrop-Rauxel Hbf – Castrop-Rauxel Europaplatz – Castrop-Rauxel Betriebshof – Castrop-Rauxel Münsterplatz – Castrop-Rauxel Markt – Castrop-Rauxel Goldschmieding – Castrop-Rauxel Neuroder Platz – Castrop-Rauxel Schwerin Seniorenheim             | DSW21     |
| SB22  | Castrop-Rauxel Münsterplatz – Castrop-Rauxel Europaplatz – Castrop-Rauxel Hbf – Castrop-Rauxel Hertzstraße – Castrop-Rauxel Henrichenburg Mitte – Datteln Wittener Straße – Datteln Böckenheckstraße – Datteln Emscher-Lippe-Straße – Datteln Vestische Kinderklinik – Datteln Südring – Datteln Busbahnhof | VESTISCHE |
| NE11  | Dortmund Reinoldikirche – Dortmund Hbf – Dortmund-Hafen – Dortmund-Kirchlinde Zentrum – Castrop-Rauxel Frohlinde Denkmal – Castrop-Rauxel Neuroder Platz – Castrop-Rauxel Goldschmieding – Castrop-Rauxel Markt – Castrop-Rauxel Münsterplatz – Castrop-Rauxel Betriebshof – Castrop-Rauxel Europaplatz – Castrop-Rauxel Hbf – Castrop-Rauxel Habinghorst Post – Castrop-Rauxel Vinckeplatz – Castrop-Rauxel Ickern Markt                                                 | DSW21     |

Die meisten Buslinien fahren Stadtgrenzen überschreitend. Zentrale Haltestelle der Buslinien ist der Busbahnhof am Münsterplatz in der Castroper Innenstadt. In dessen direkter Nähe befindet sich der Haltepunkt Castrop-Rauxel Süd, sodass ein direkter Umstieg zwischen den Buslinien und der Regionalbahnlinie RB 43 möglich ist.
| Linie | Linienweg | Betreiber |
| ----- | --- | --------- |
| RB43  | Dortmund Hbf – Dortmund-Marten – Dortmund-Bövinghausen – Castrop-Rauxel Merklinde – Castrop-Rauxel Süd – Herne Bahnhof – Wanne-Eickel Hbf – Gelsenkirchen-Buer Süd – Gladbeck Ost – Bottrop Feldhausen (Movie Park) – Dorsten Bahnhof | DB Regio  |

Des Weiteren ist im Bebauungsplan weiterhin der Ausbau der Stadtbahnlinie von Dortmund-Westerfilde über Castrop-Rauxel-Frohlinde, Merklinde und Münsterplatz (Busbahnhof) zum Hauptbahnhof geplant.
Für den gesamten öffentlichen Personennahverkehr gilt der Tarif des Verkehrsverbundes Rhein-Ruhr (VRR). Tarifraumüberschreitend gilt der NRW-Tarif.

#### Schiffsverkehr

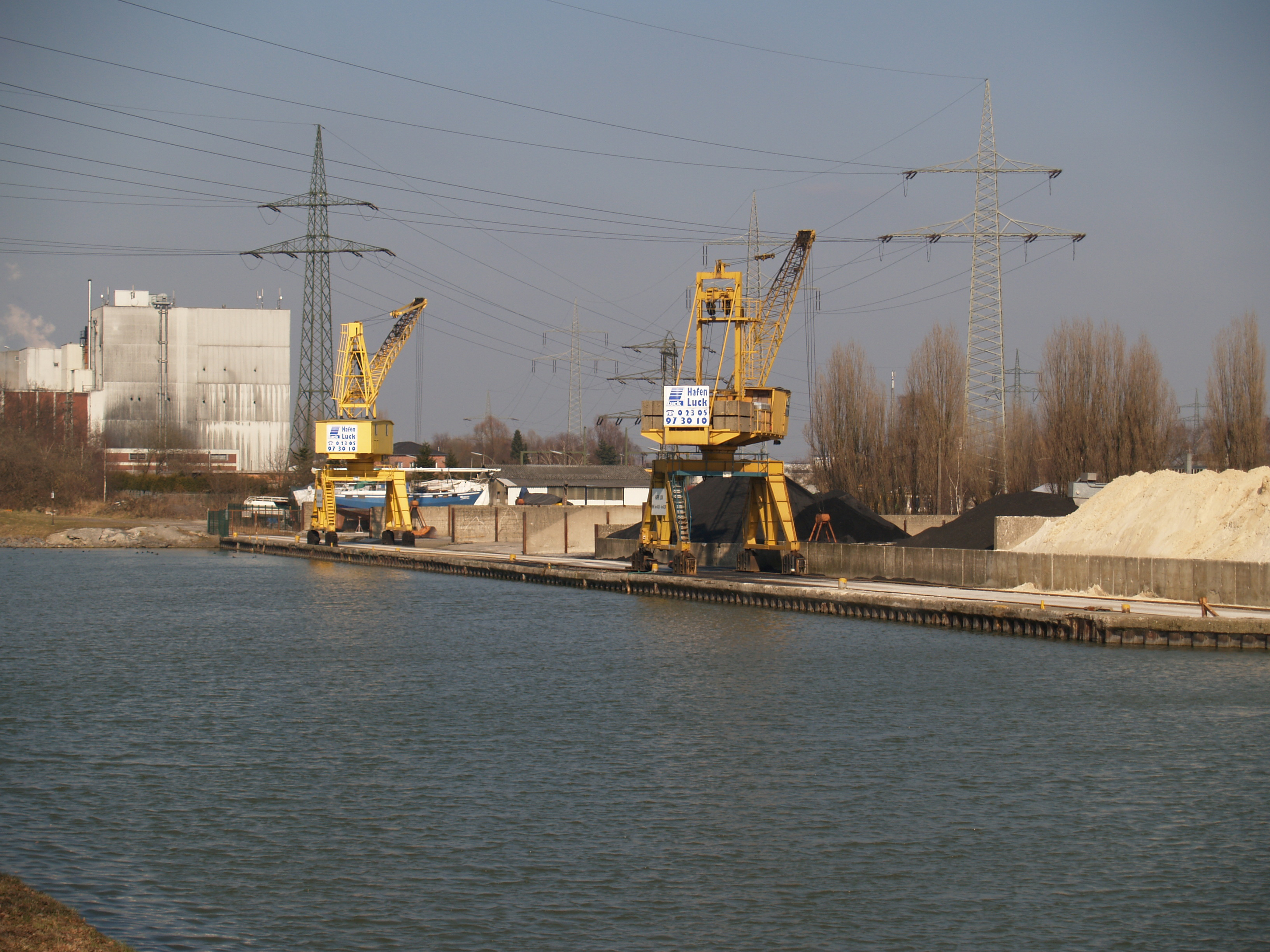
Einer von drei Kanalhäfen in Castrop-Rauxel

Der Rhein-Herne-Kanal verbindet Castrop-Rauxel mit dem deutschen Wasserstraßennetz. Der Rhein-Herne-Kanal, der die Stadt im Norden durchquert, ist ein wichtiger Verkehrsweg und an ihm liegt ein Yachthafen für Sportboote. Auf Castrop-Rauxeler Stadtgebiet befinden sich entlang des Kanals insgesamt vier Kanalhäfen: Zum einen der Hafen Victor und der Hafen Rütgers, die sich beide unweit vom Schloss Bladenhorst befinden, zum anderen der Kanalhafen Luck und der Hafen Marmorit, der sich in Höhe der Wartburgstraße befindet. Letztgenannter ist allerdings eher als Anlegestelle zu bezeichnen. Darüber hinaus befindet sich der Yachthafen des AMC mit zwei Hafenbecken im Stadtteil Pöppinghausen.
Am Emscherdurchlass in Henrichenburg wird die Emscher unter dem Rhein-Herne-Kanal durchgeleitet. Zugleich ist dies der östliche Beginn der bis Oberhausen reichenden „Insel“ zwischen Kanal und Fluss, die im Zuge der Renaturierung der Emscher weiter landschaftlich aufgewertet werden soll.

### Medien
In Castrop-Rauxel erscheinen die Westdeutsche Allgemeine Zeitung, die Westfälische Rundschau und die Ruhr Nachrichten, jeweils mit einer Lokalausgabe. Alle Zeitungen unterhalten in der Castroper Altstadt eine Lokalredaktion. Die Ruhr Nachrichten betreiben zusätzlich eine Geschäftsstelle in der Innenstadt. Samstags werden der kostenlose Stadtanzeiger für Castrop-Rauxel und ein kostenloses Stadtmagazin ausgegeben, das in Geschäften zum Mitnehmen ausliegt. Zusätzlich zu den Printausgaben informieren noch das Onlinemagazin online-lokalteil.de sowie der vom Stadtanzeiger ins Netz gestellte Lokalkompass.
Der TV-Lernsender NRWision bündelt in seiner Mediathek Fernseh- und Radiosendungen über Castrop-Rauxel bzw. von Fernseh- und Radiomachern aus Castrop-Rauxel.

### Gesundheitswesen

#### Krankenhäuser
- Evangelisches Krankenhaus Castrop-Rauxel: Das EvK in der Grutholzallee gehört zur Ev. Krankenhausgemeinschaft Herne|Castrop-Rauxel gGmbH, die auch das EvK Herne betreibt. Das Evangelische Krankenhaus Castrop-Rauxel ist, genau wie das EvK Herne, akademisches Lehrkrankenhaus der Universität Duisburg-Essen. Das Krankenhaus liegt unweit des Stadtmittelpunktes.
- Katholisches Krankenhaus St.-Rochus-Hospital: Seit 2004 gehört das St. Rochus-Hospital zur Katholischen St. Lukas Gesellschaft mbH, zu der auch das Katholische Krankenhaus Dortmund-West und das St.-Josefs-Hospital Dortmund gehören. Das Krankenhaus liegt im Stadtzentrum.

#### Gesundheitswirtschaft
Im Jahr 2007 eröffnete in Castrop-Rauxel der Medical Park Ruhr, ein Zentrum für Komplementärmedizin. Neben Angeboten aus den Bereichen Ayurveda und Wellness befinden sich in dem neu errichteten Gebäudekomplex unweit des Stadtmittelpunkts ein Dialysezentrum, ein Hotel, ein Restaurant sowie eine Seniorenresidenz.

### Bildung

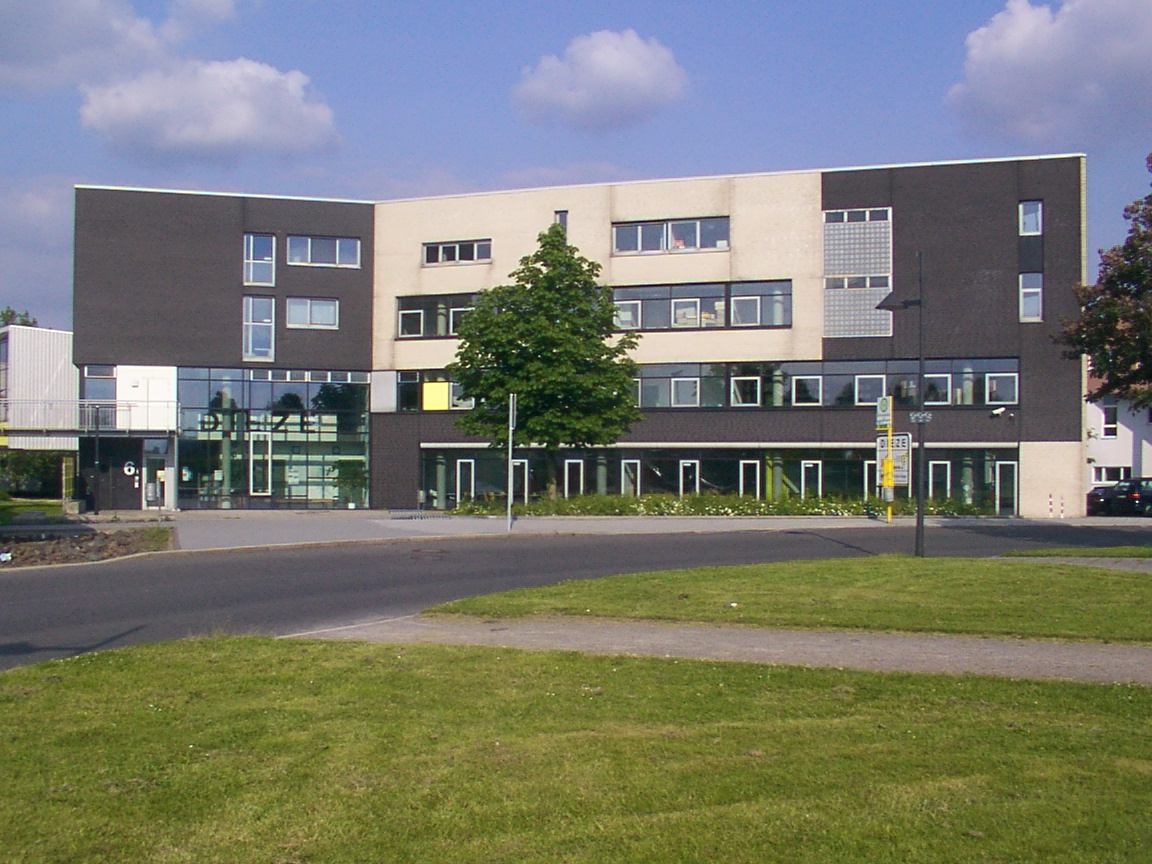
Dienstleistungszentrum im Erin-Park

- In Castrop-Rauxel befinden sich 14 Grundschulen. Zudem gibt es zwei Gymnasien (Adalbert-Stifter-Gymnasium und Ernst-Barlach-Gymnasium), eine Realschule (Fridtjof-Nansen-Realschule), zwei Gesamtschulen (Willy-Brandt-Gesamtschule und Neue Gesamtschule Ickern) und ein Berufskolleg (Berufskolleg Castrop-Rauxel). Darüber hinaus gibt es zwei Förderschulen (Europaschule (seit 2011 Martin Luther King Schule) und Hans-Christian-Andersen-Schule).
- Die Fernuniversität Hagen unterhielt bis zum 30. April 2021 im Dienstleistungszentrum (DIEZE) ein Studienzentrum.[32]
- Das Zentrum Frau in Beruf und Technik: Die Einrichtung befindet sich ebenfalls im Dienstleistungszentrum (DIEZE).
- Volkshochschule / Berufsbildungszentrum Castrop-Rauxel
- Stadtbibliothek Castrop-Rauxel

### Sonstiges
Die Stadt Castrop-Rauxel unterhält eine Freiwillige Feuerwehr mit hauptamtlichen Kräften, die auch den Rettungsdienst durchführen. Sie gliedert sich auf in die Hauptwache an der Frebergstraße, wo täglich 24 Stunden lang ein kompletter Löschzug (LZ), drei Rettungswagen, ein Notarzteinsatzfahrzeug, sowie im Tagesdienst ein Krankentransportwagen besetzt werden, und in die freiwilligen Löschzüge Castrop (LZ 1), Rauxel-Dorf (LZ 2), Habinghorst (LZ 3), Henrichenburg (LZ 4) und Merklinde (LZ 5). Seit Januar 2015 ist einer der drei Rettungswagen in einer Rettungswache im neu gebauten Feuerwehrhaus Henrichenburg untergebracht und versorgt somit primär das nördliche Stadtgebiet. Zusätzlich ist ein gleichnamiger Ortsverband der Bundesanstalt Technisches Hilfswerk stationiert worden. Dieser besteht aus zwei Bergungsgruppen und der Fachgruppe Elektroversorgung.
Im Stadtteil Ickern betreibt die Justiz des Landes Nordrhein-Westfalen die Justizvollzugsanstalt Castrop-Rauxel, eine Justizvollzugsanstalt des offenen Vollzuges für Männer, mit rund 580 Haftplätzen.

## Trivia
Über den Namen der Stadt gibt es einen bekannten Scherz: das sei lateinisch für Wanne-Eickel (und auf Englisch hieße die Stadt Kamp Lintford).
In der Science-Fiction-Romanserie Die Hyperion-Gesänge ist einer der Neben-Handlungsorte nach Castrop-Rauxel benannt. Es handelt sich dabei um einen nicht von den gegnerischen Maschinenintelligenzen überwachten Planeten ohne jegliche Kommunikations-Technologie, welcher als geheimer Treffpunkt für die Hegemonie-Präsidentin und ihre Berater dient.